# کوکنهوف

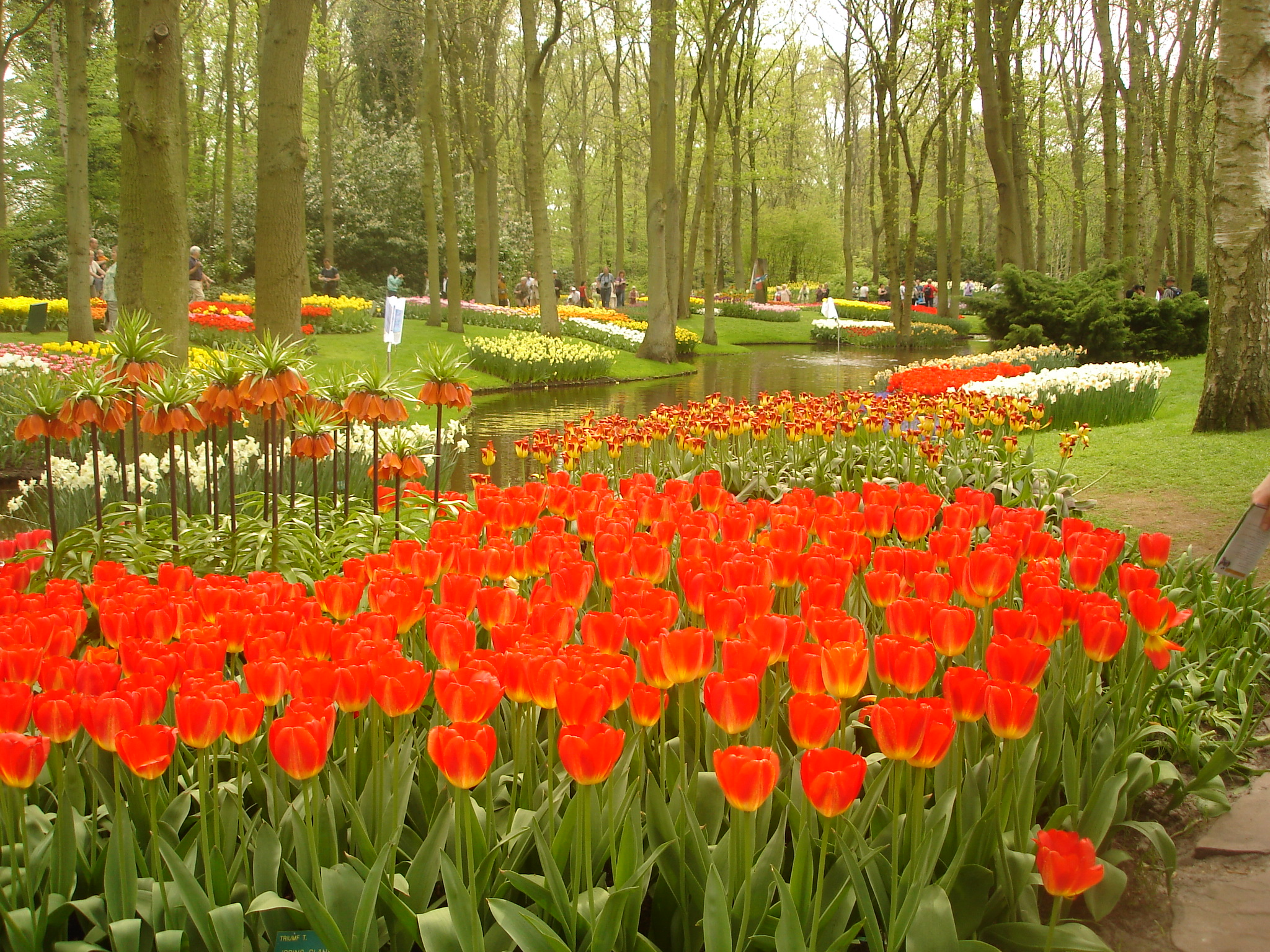
نمایی از پارک کوکنهوف در هلند

کوکنهوف (به هلندی: Keukenhof) یا باغ اروپا، یکی از پارک‌های دیدنی کشور هلند در نزدیک شهرهای لیسه و لایدن است که هر ساله با آغاز بهار (در اول فرودین) به مدت ۲ ماه بازگشایی می‌شود معمولاً از ۲۲ مارس تا ۲۰ مه این مجموعه باز است و در آن هزاران لاله رنگی از انواع مختلف به نمایش در می‌آید. در این دوماه حدود ۷۰۰ هزار نفر از این باغ بازدید می‌کنند. هر سال ۷ میلیون پیاز لاله در محوطه‌ای به وسعت ۳۲ هکتار کاشته می‌شوند که پس از شکفتن گل‌ها این پارک منظره‌ای بدیع را می‌یابد.

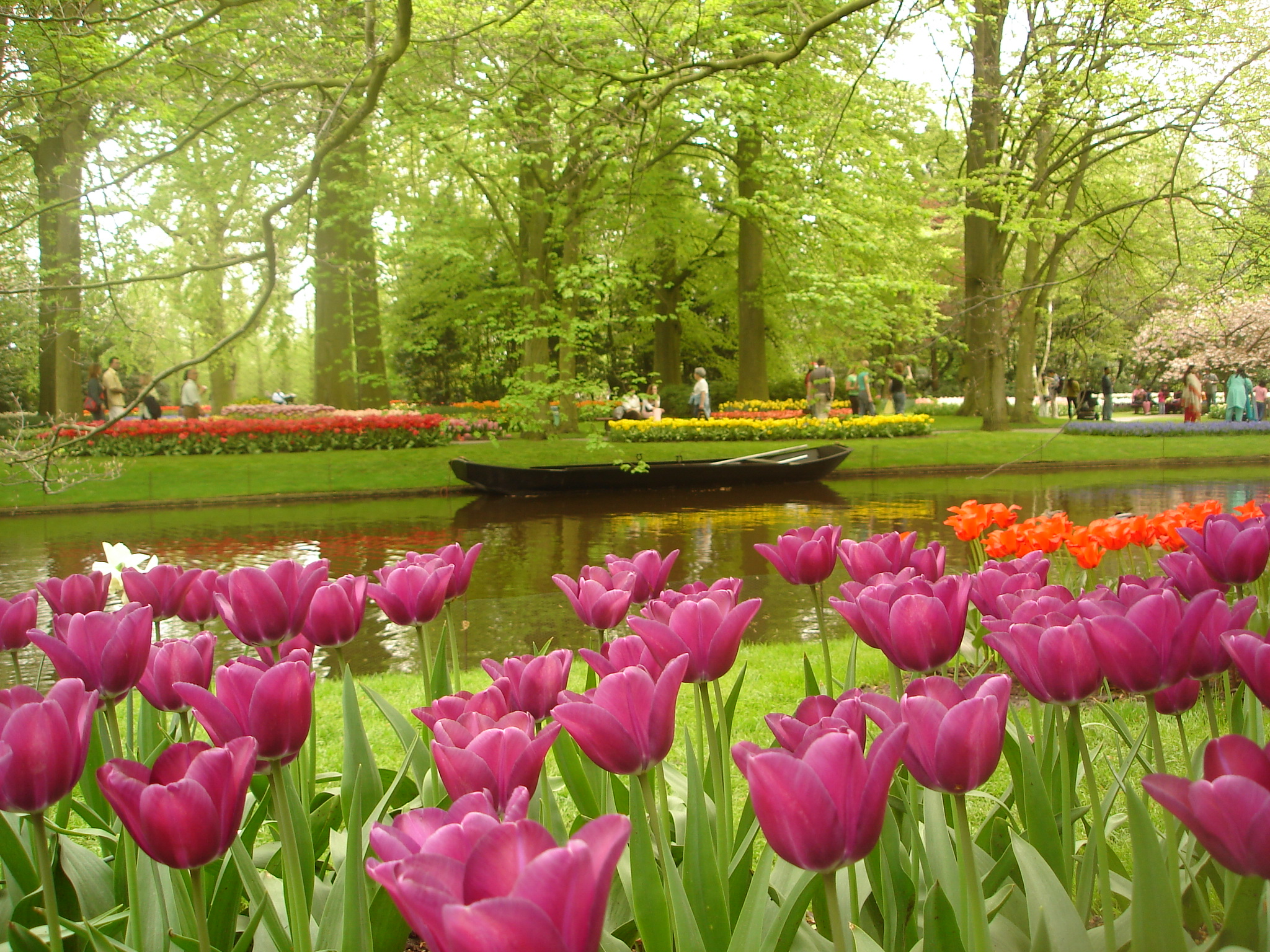
نمایی از پارک کوکنهوف در هلند

## خصوصیات
- برندهٔ جایزه‌ای به عنوان پرجاذبه‌ترین منطقهٔ اروپا
- بی‌همتایی و یگانگی کوکنهوف در دنیا
- دیدار ۴۴ میلیون نفر در طی ۶۰ سال اخیر
- بزرگترین باغ گل دنیا
- ۳۲ هکتار وسعت دارد و در آن ۴٫۵ میلیون گل لاله در ۱۰۰ گونه وجود دارد.
- پرنگاره‌ترین منطقه دنیا برای عکاسی
- طراحی  ۱۵ کیلومتر مسیر پیاده‌روی در آن
- بزرگترین باغ مجسمه در هلند
- کاشت ۷ میلیون گل با دست در آن
- دارا بودن ۲۵۰۰ درخت در ۸۷ گونهٔ متفاوت [۱]

## نگارخانه

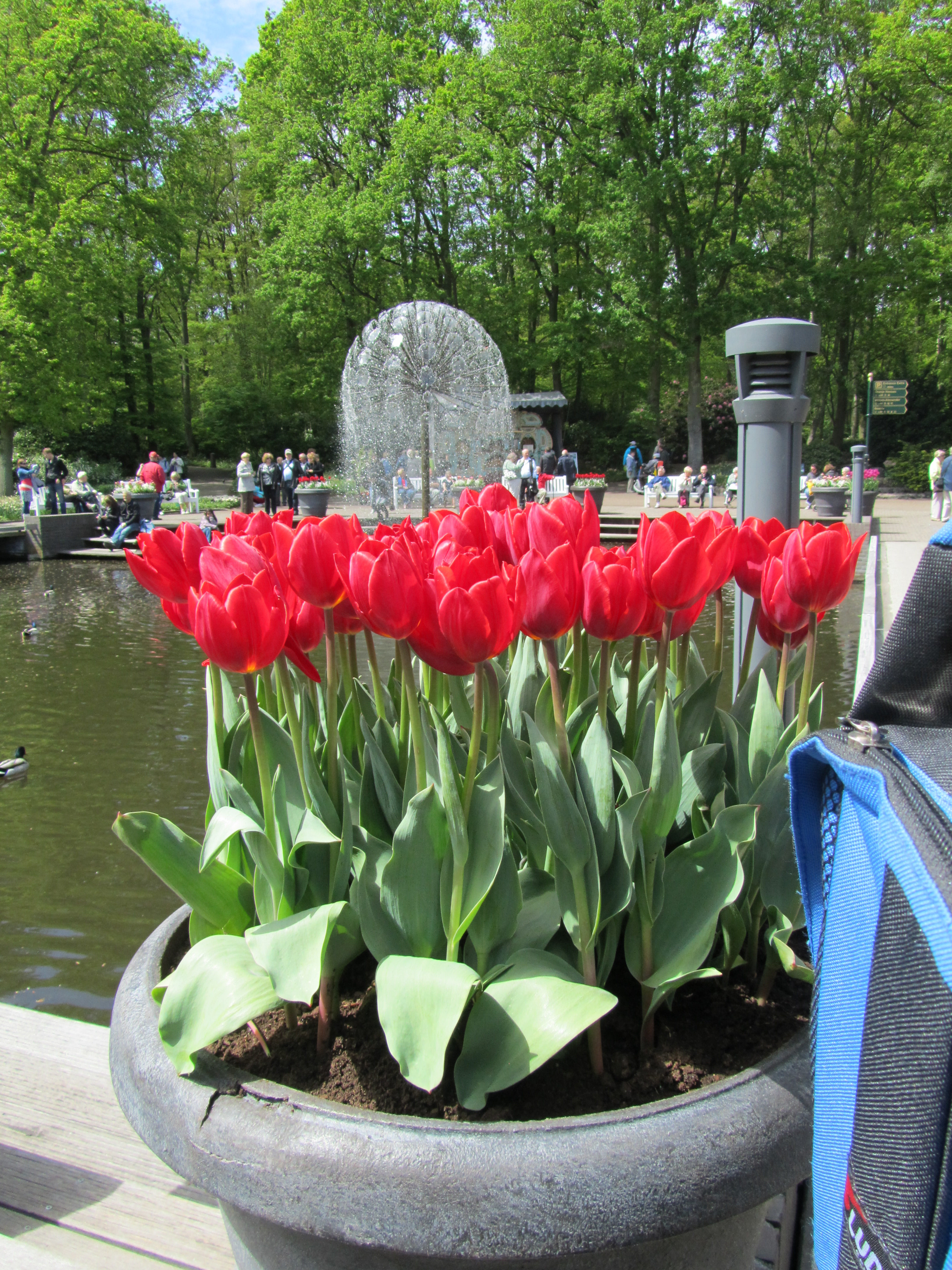
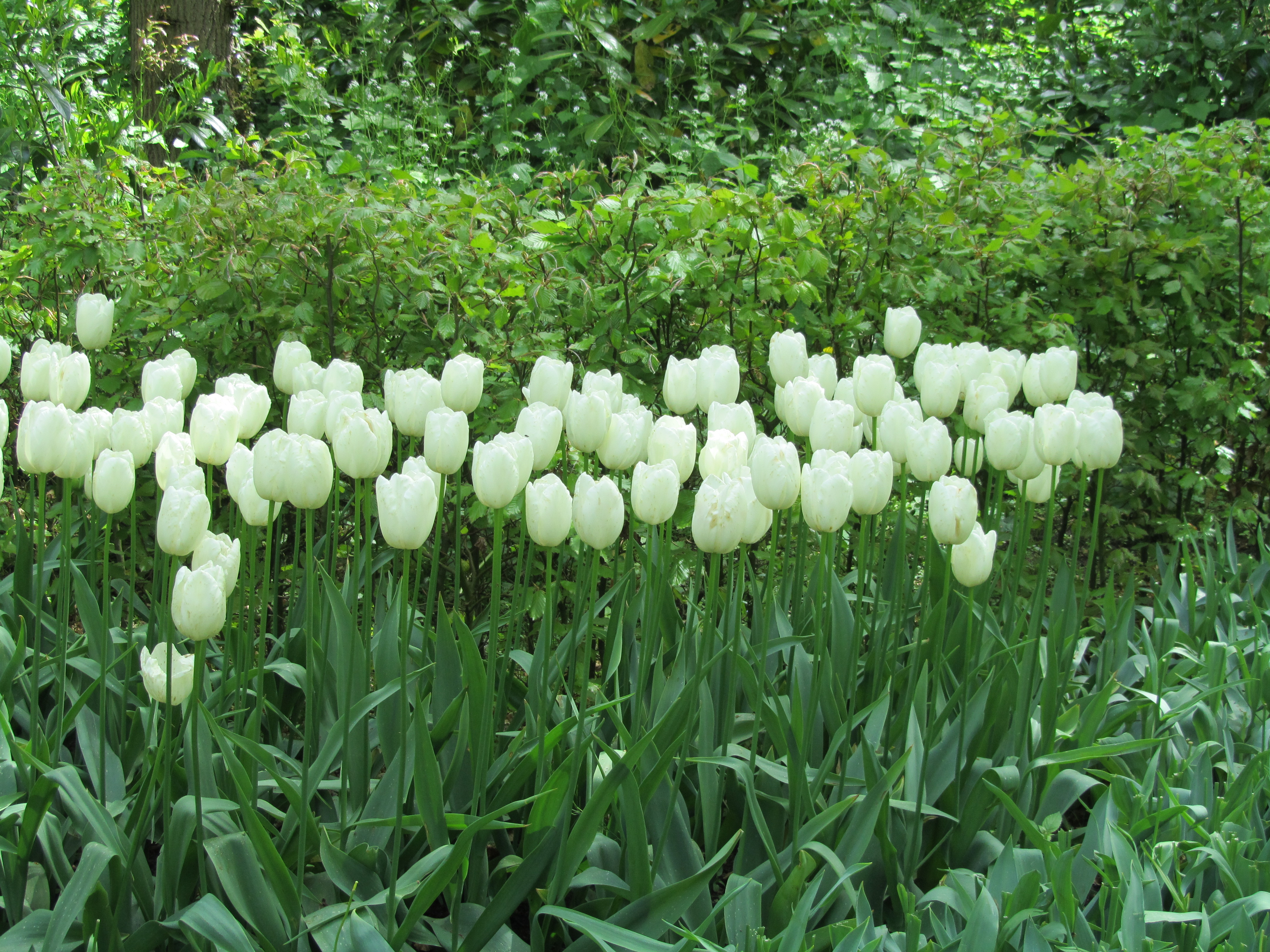
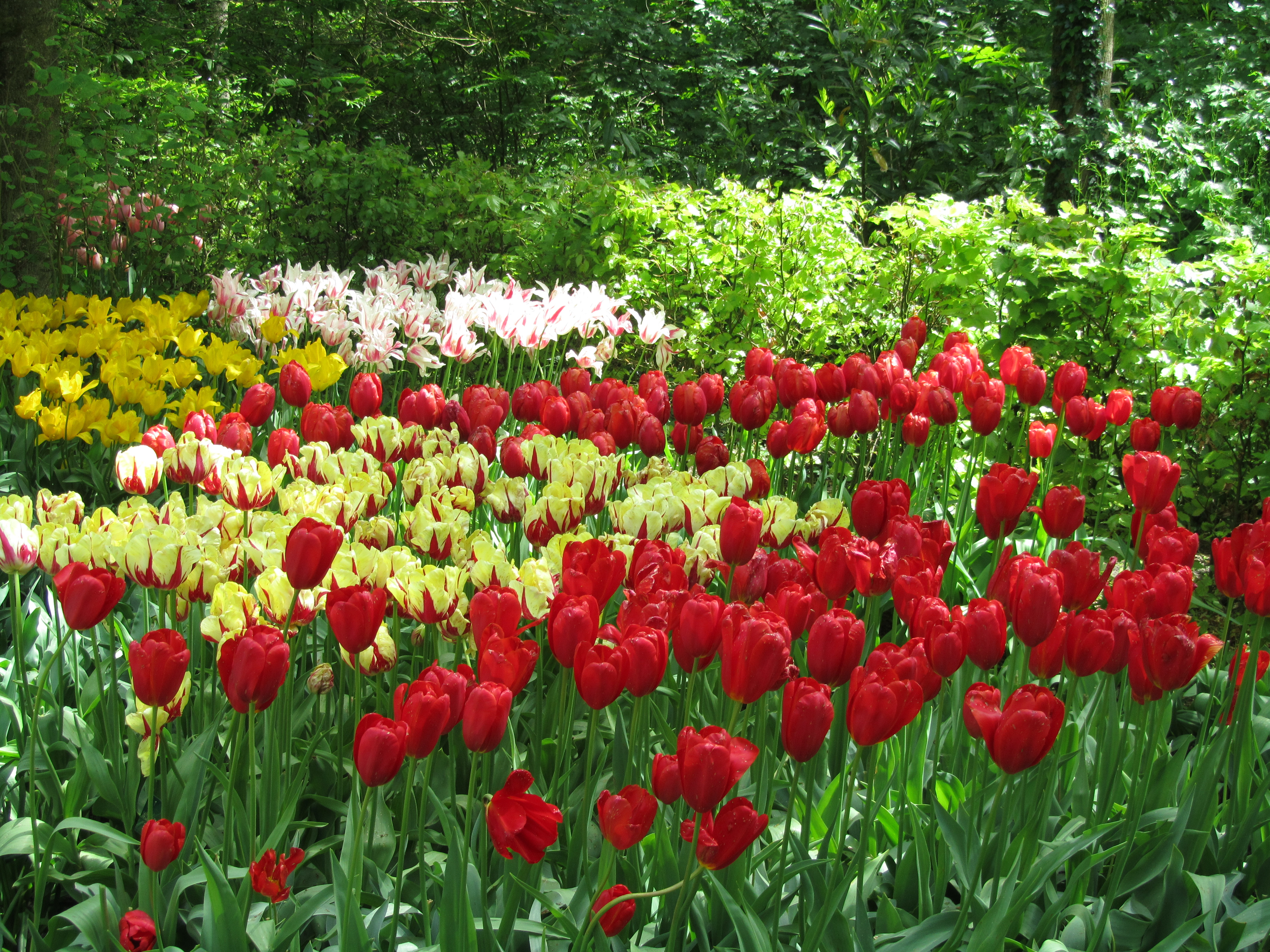
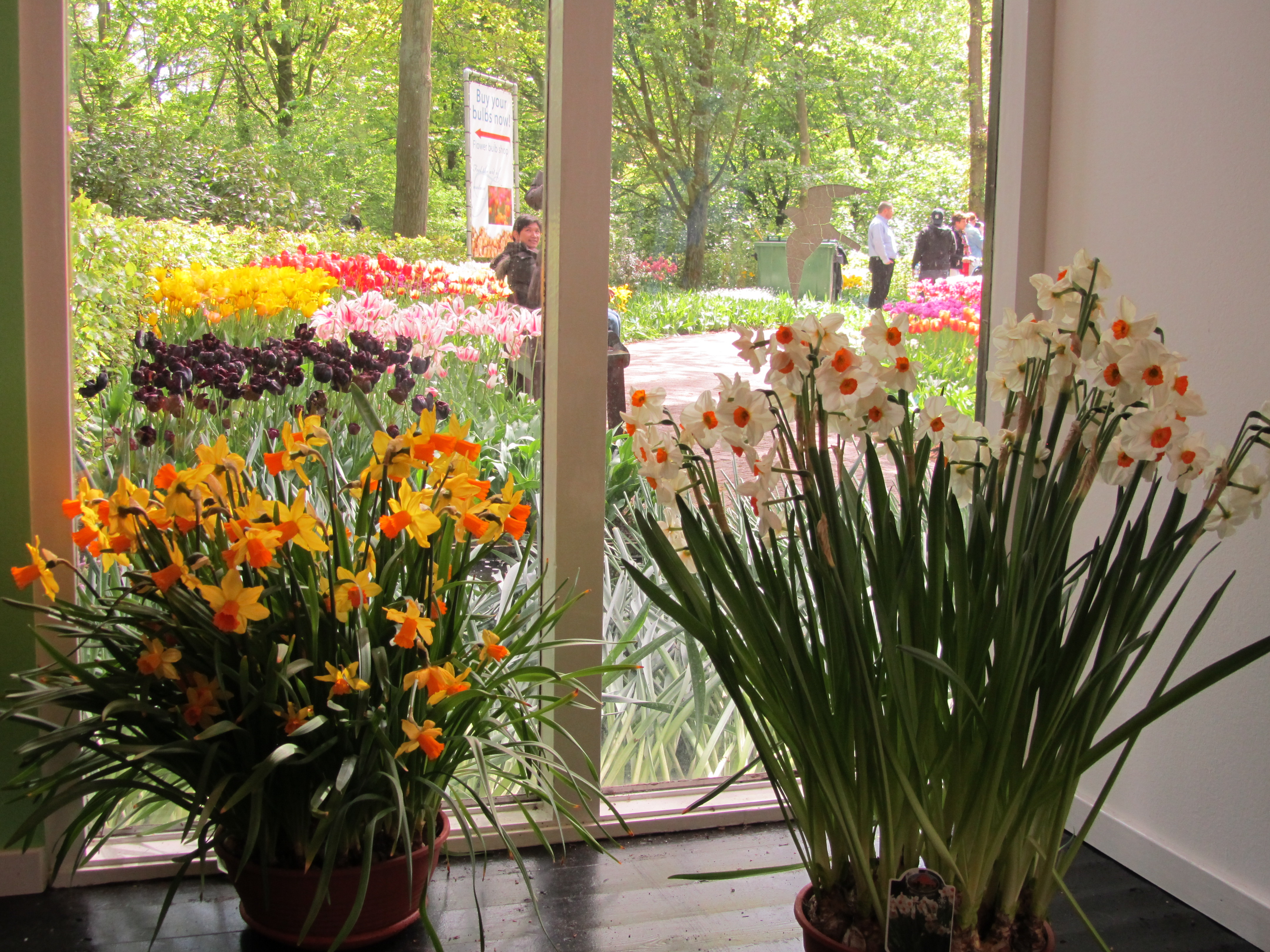
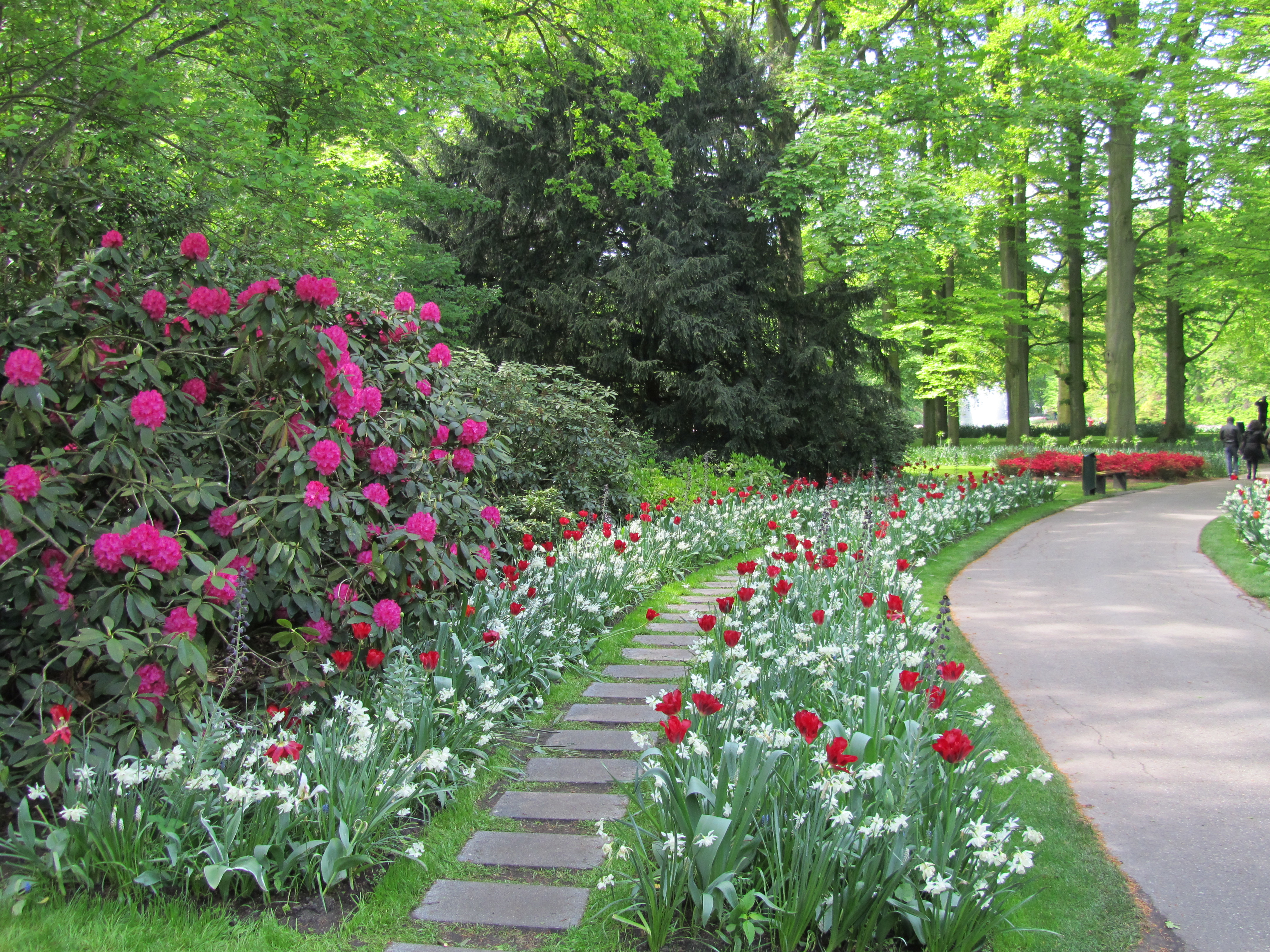
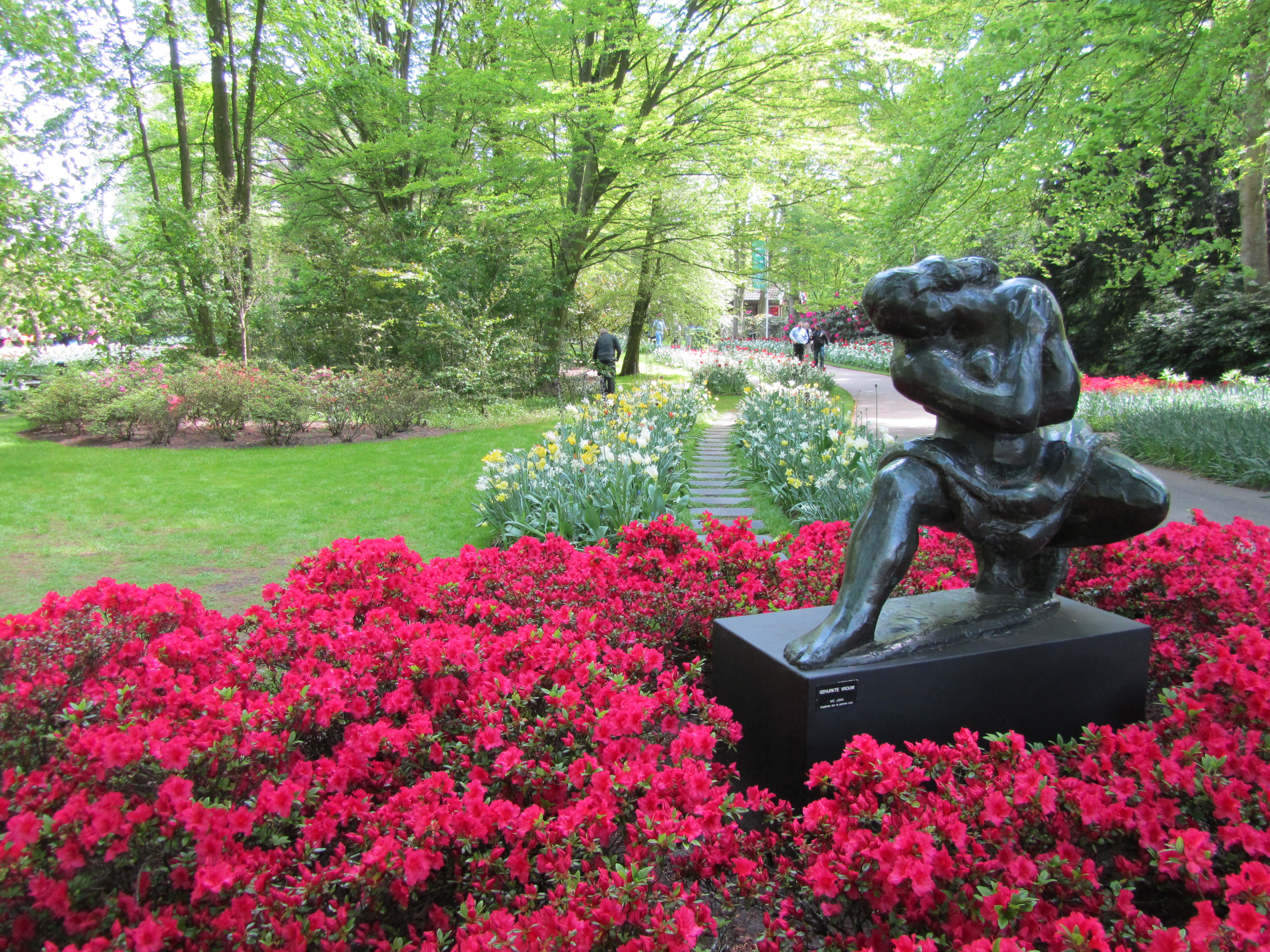
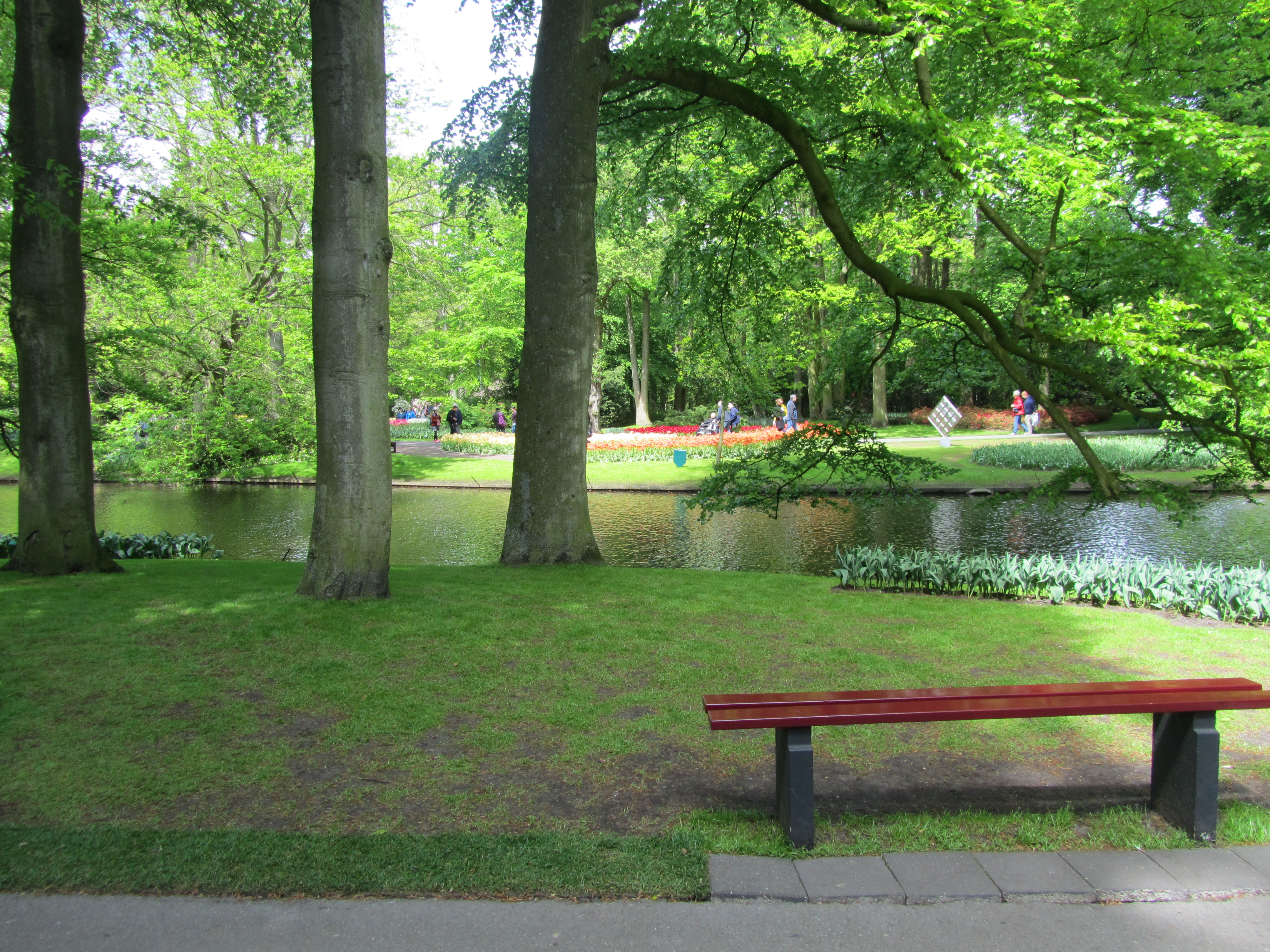
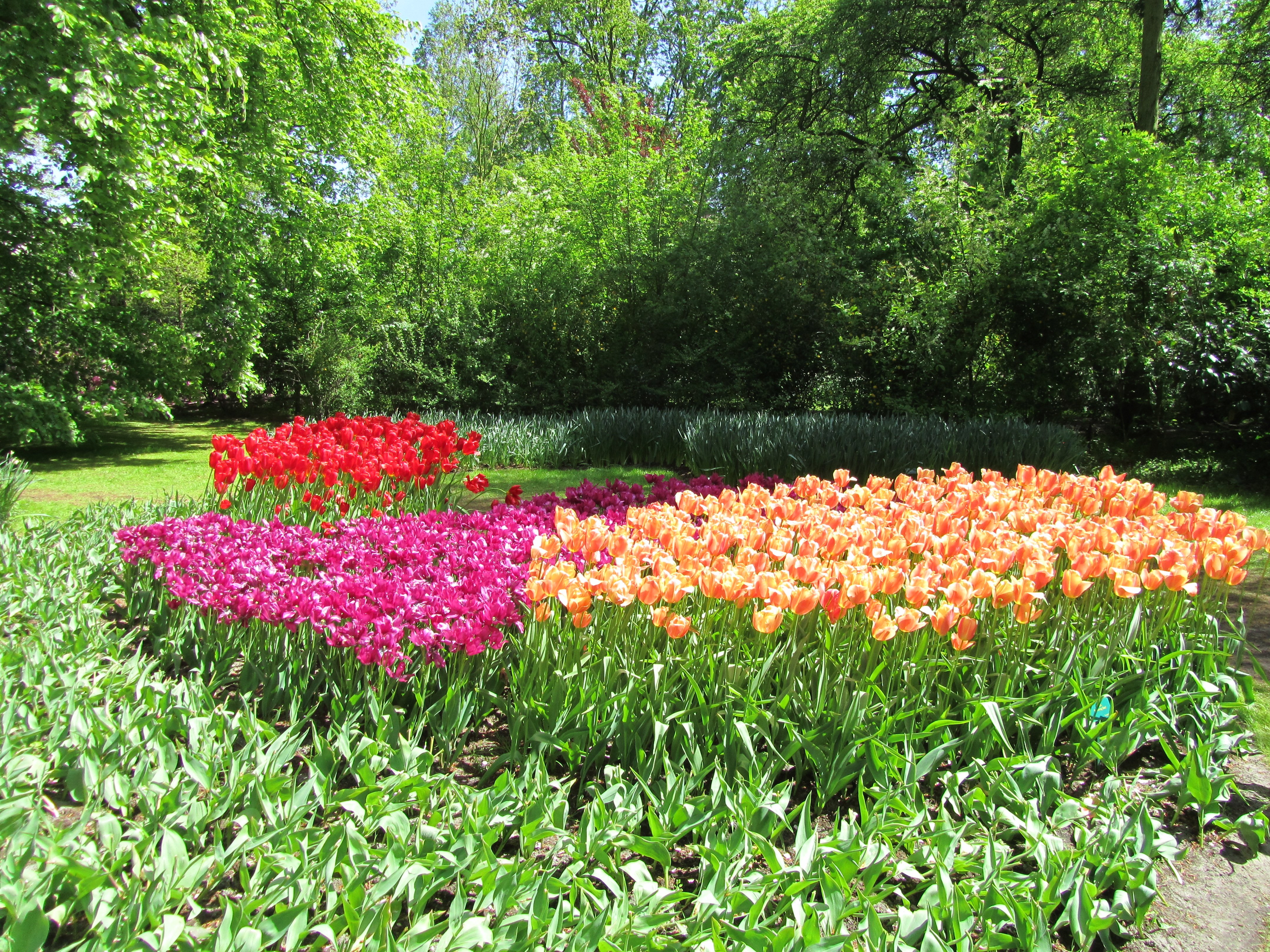
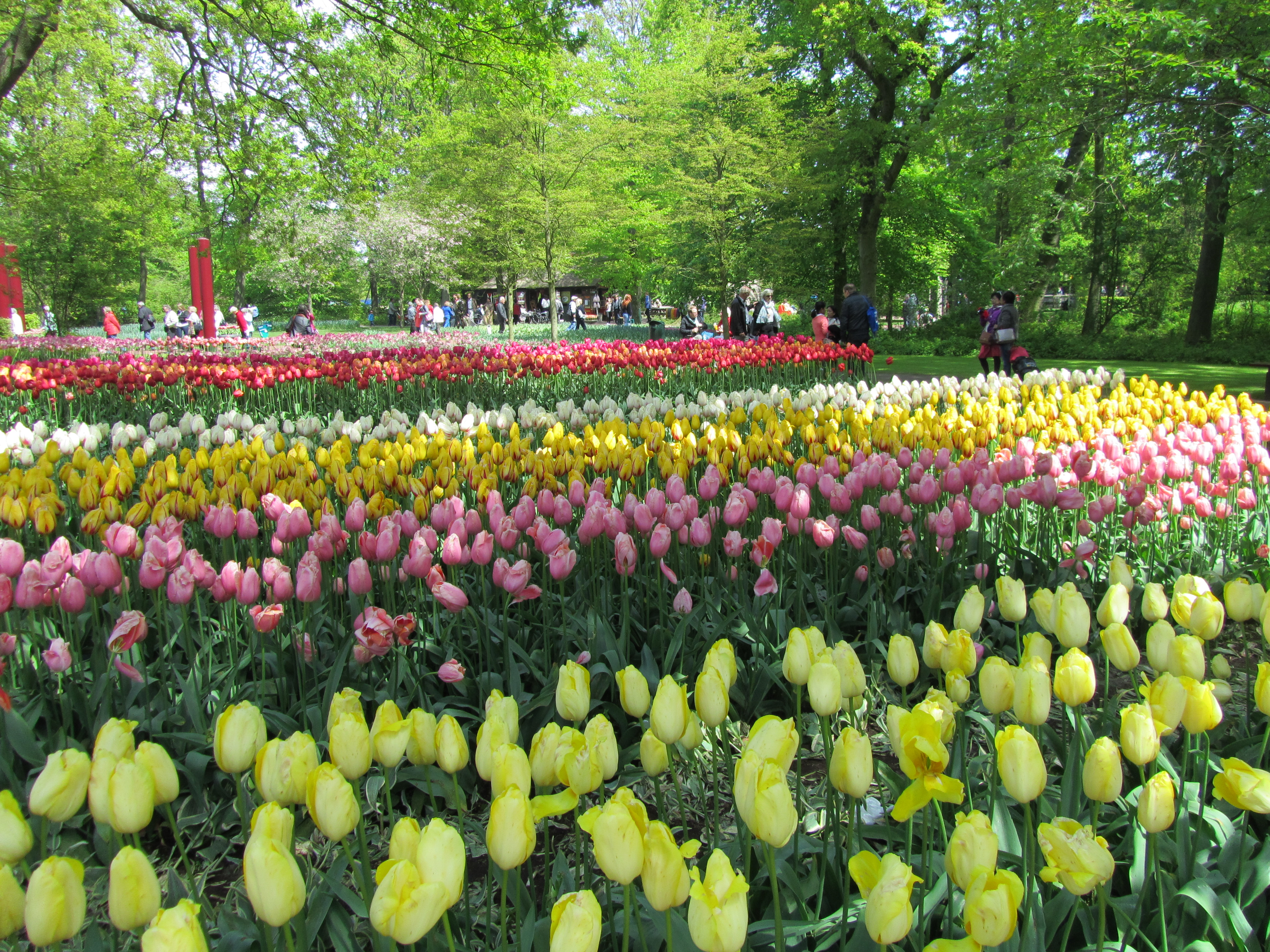
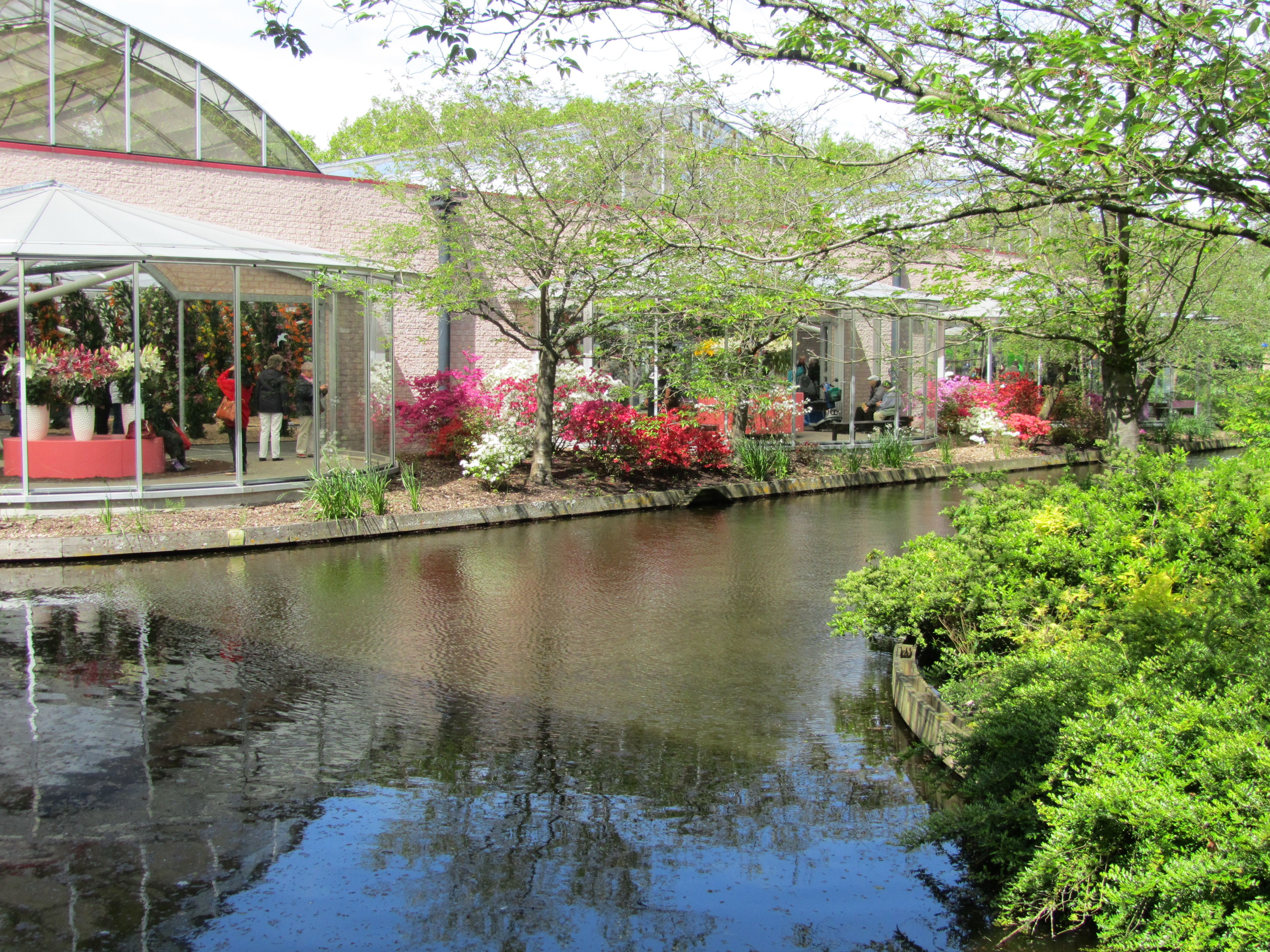
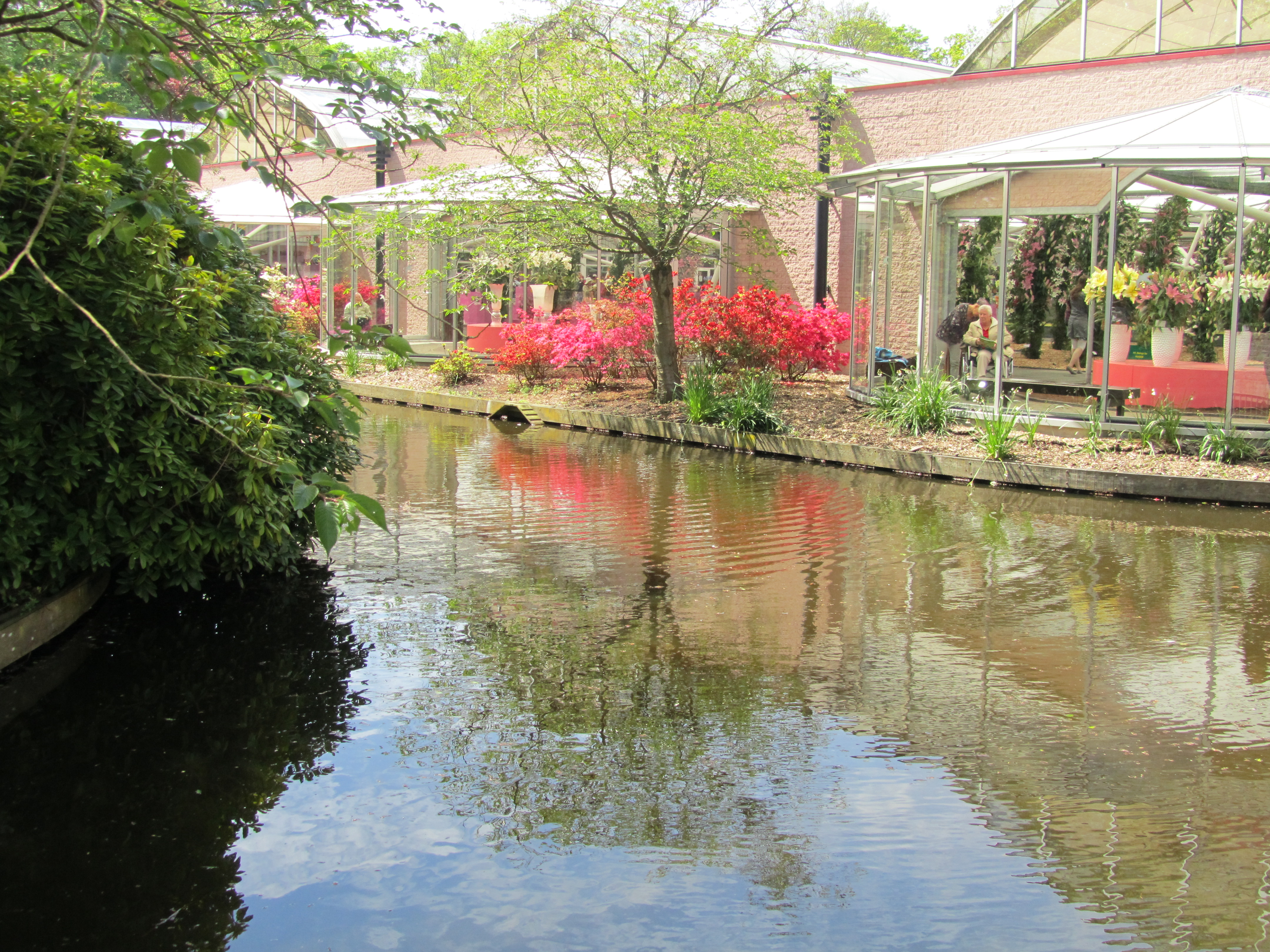
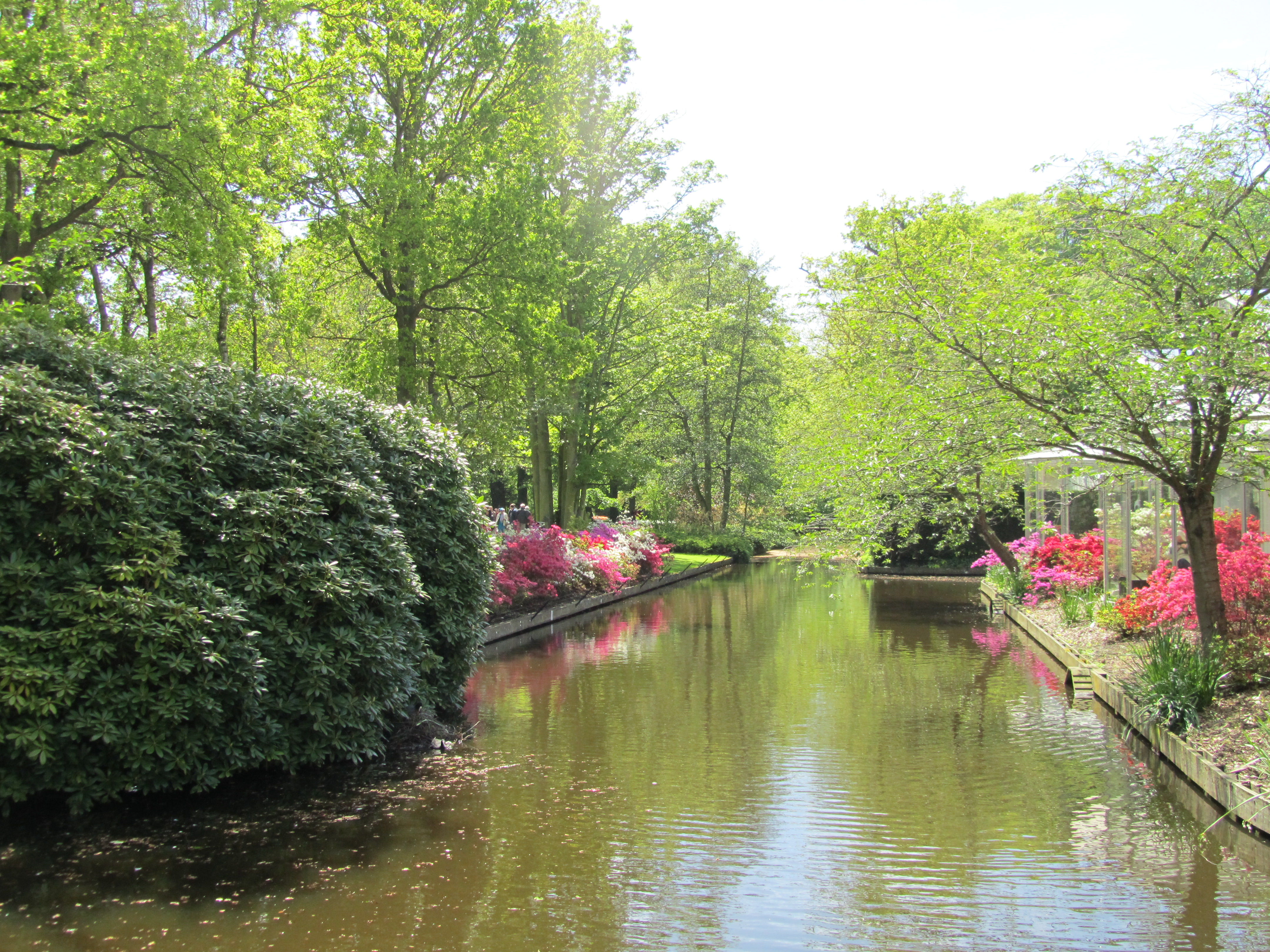
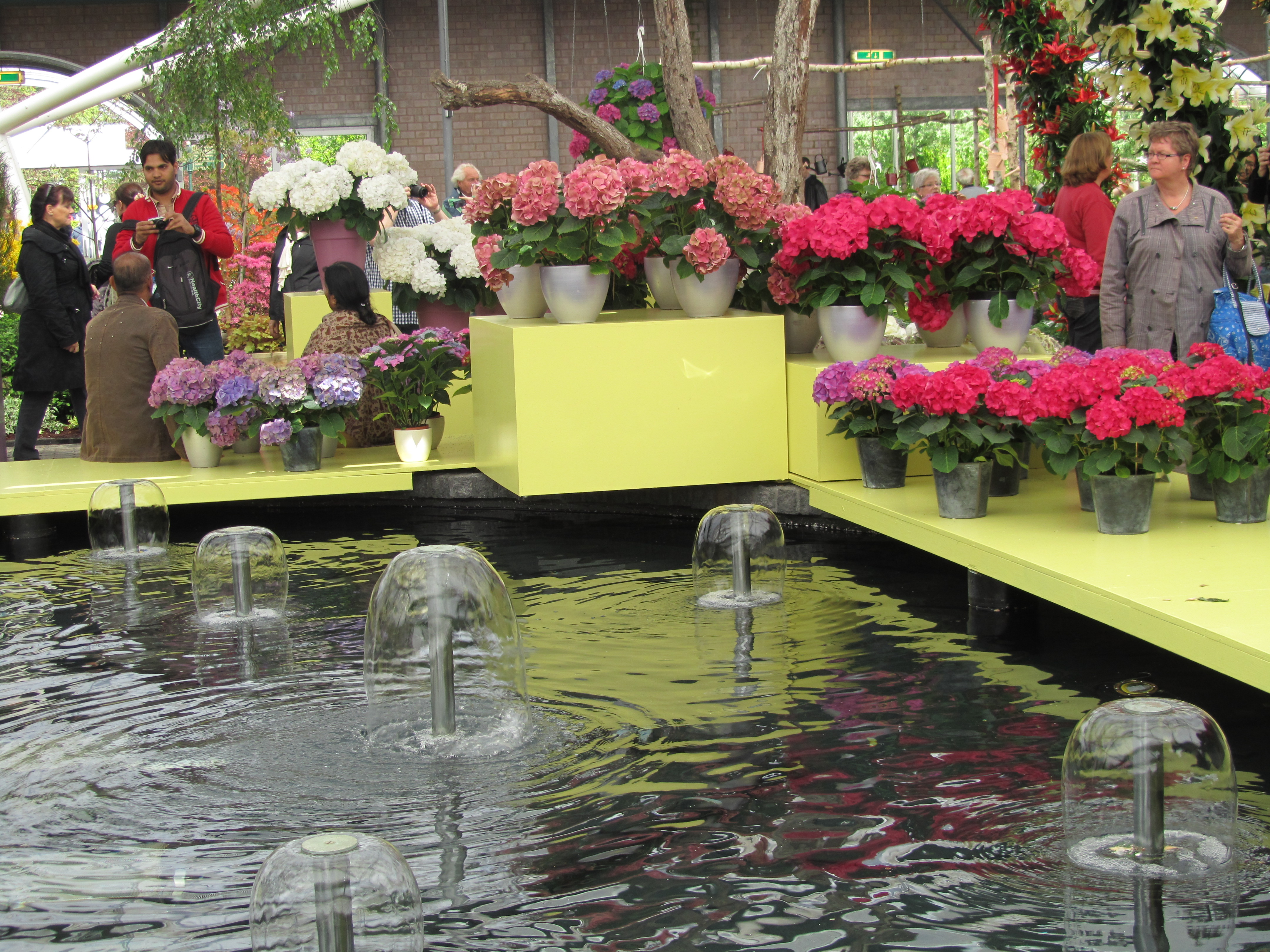
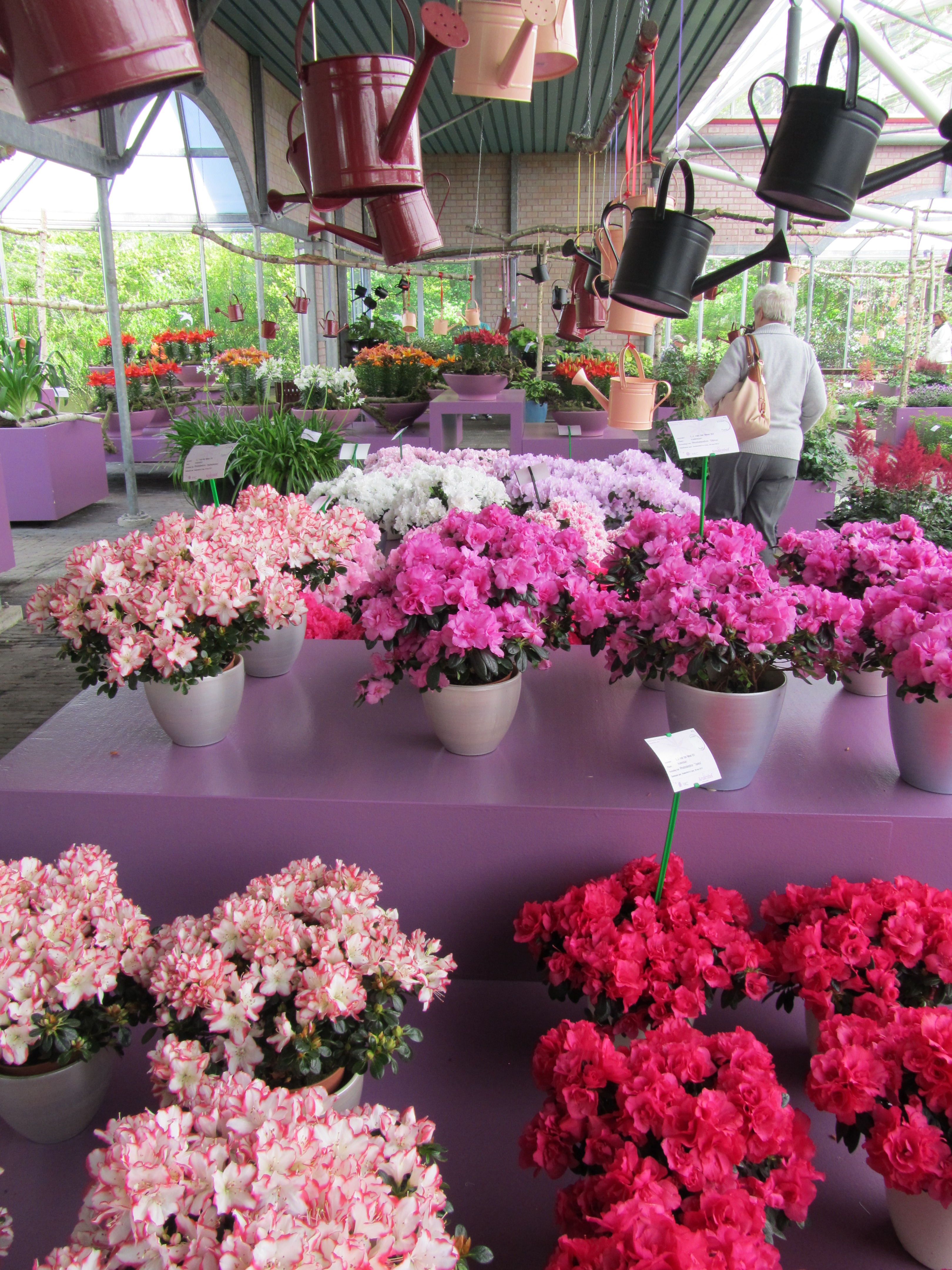
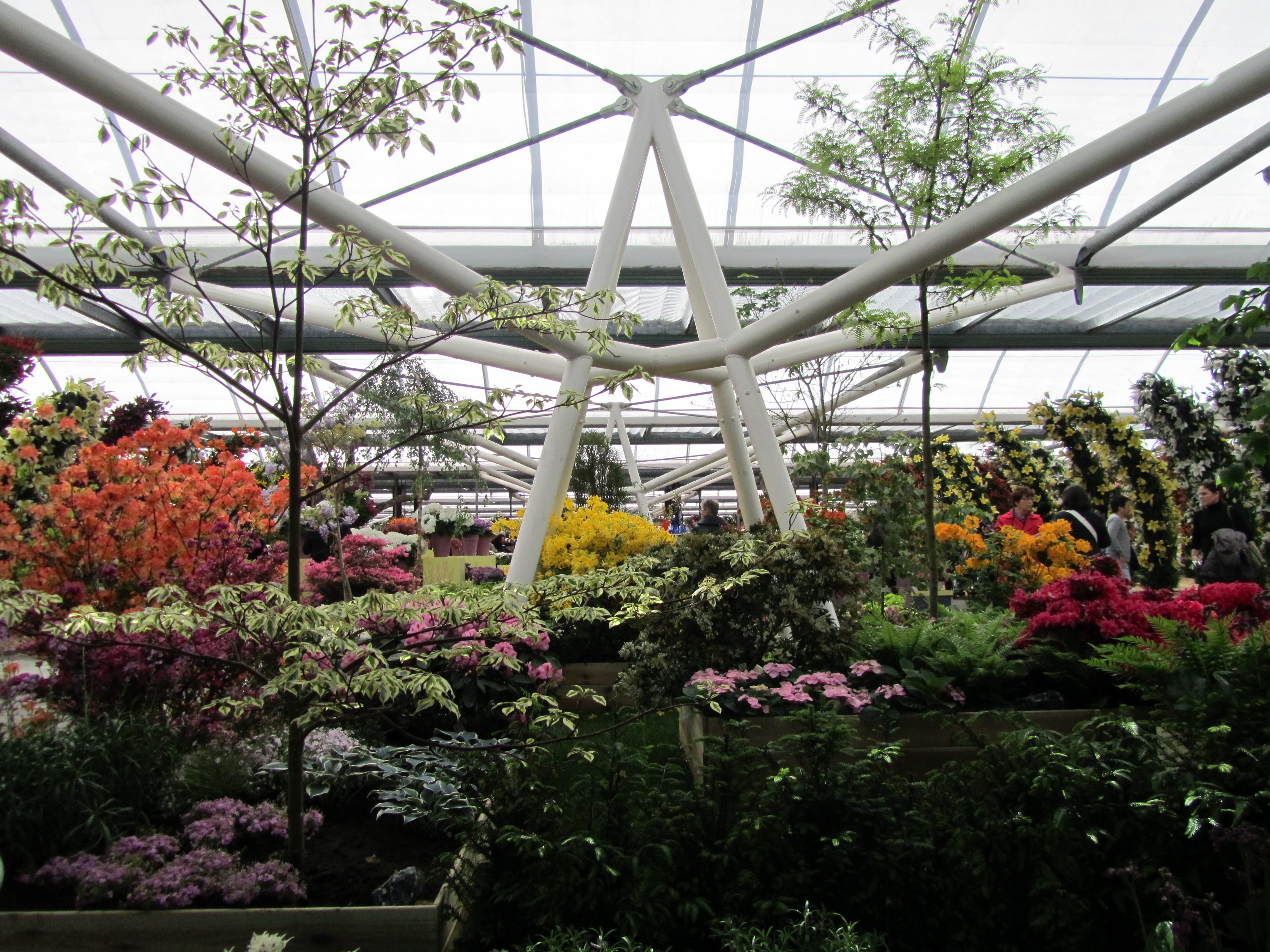
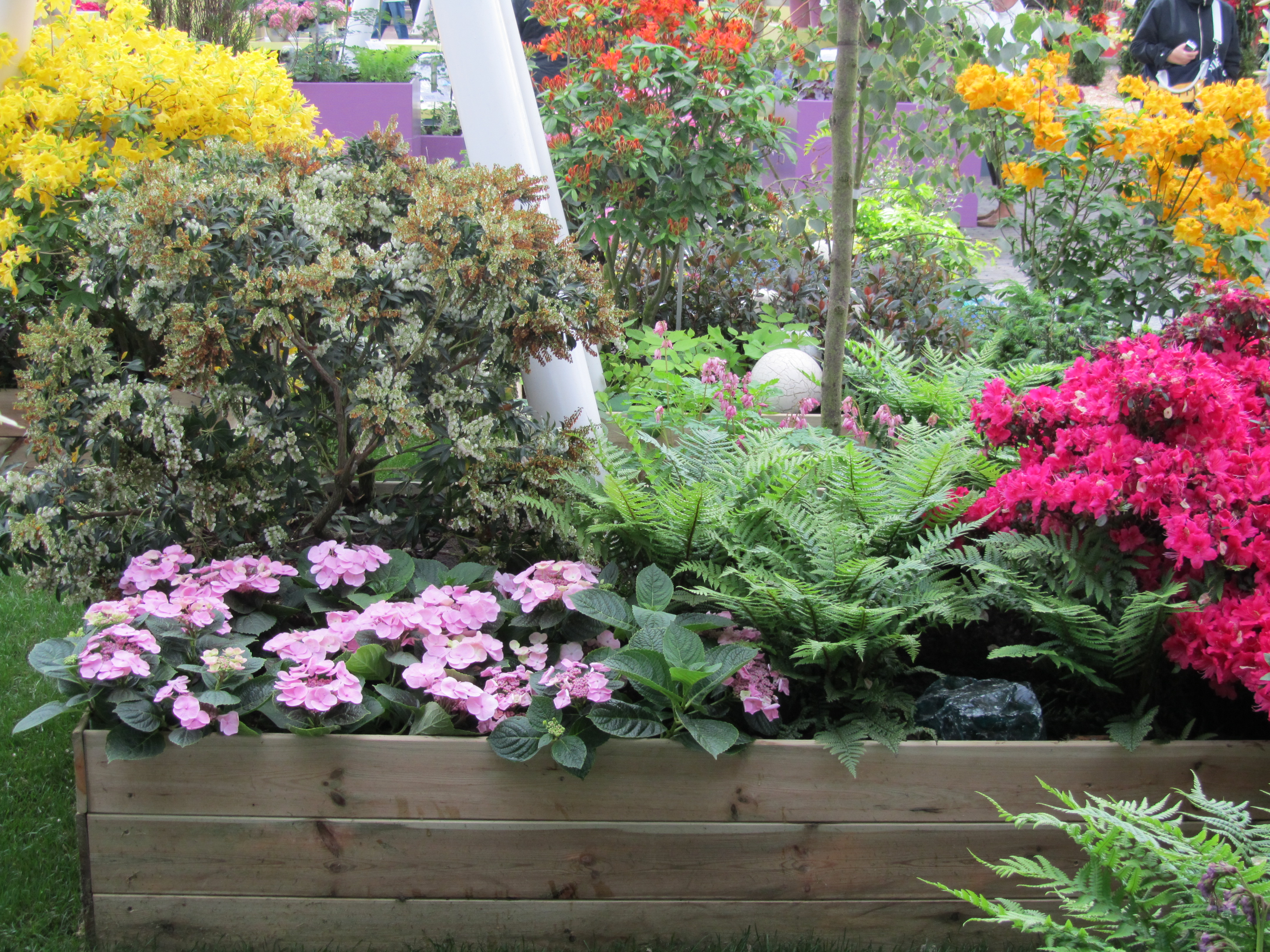
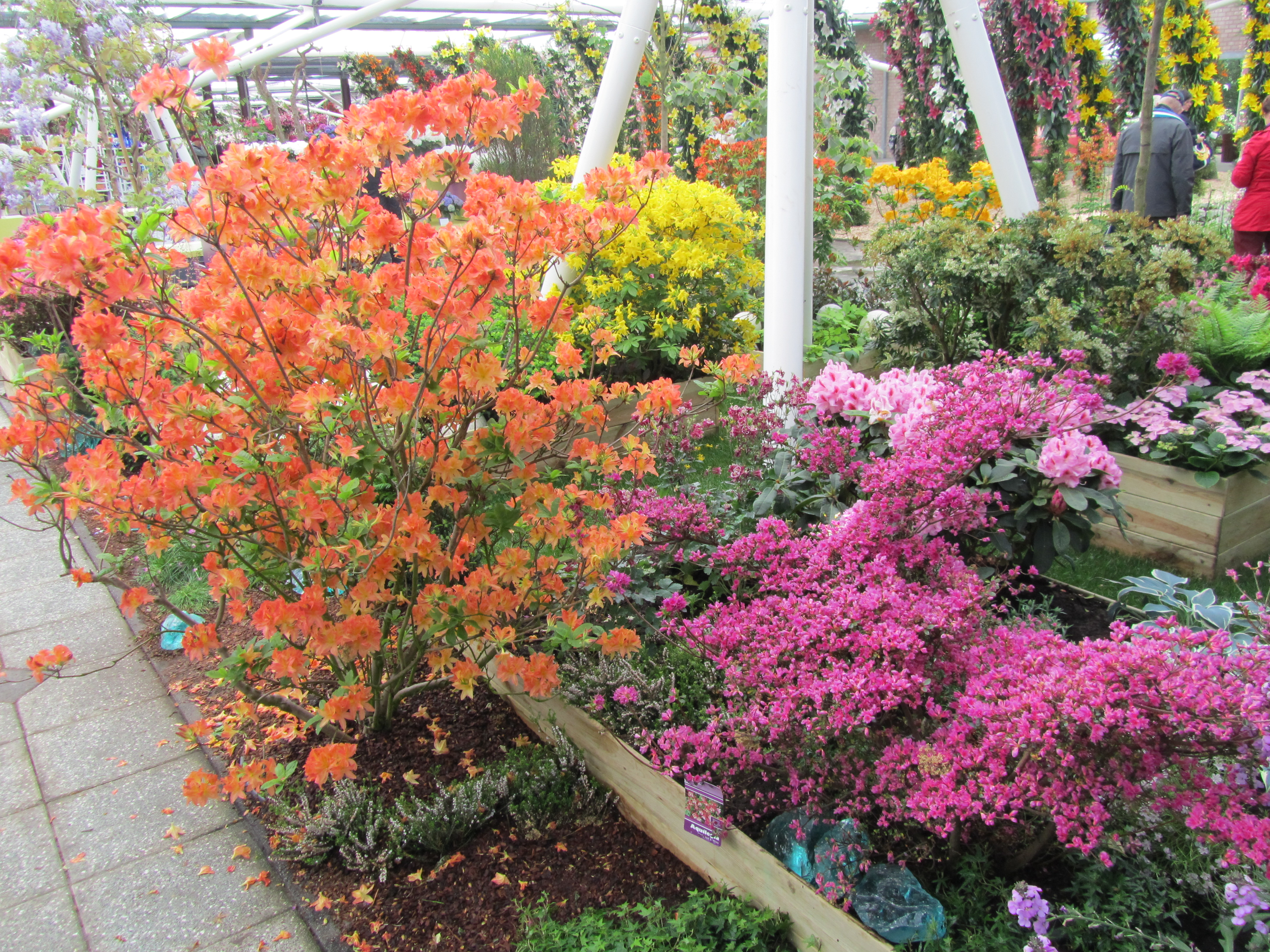
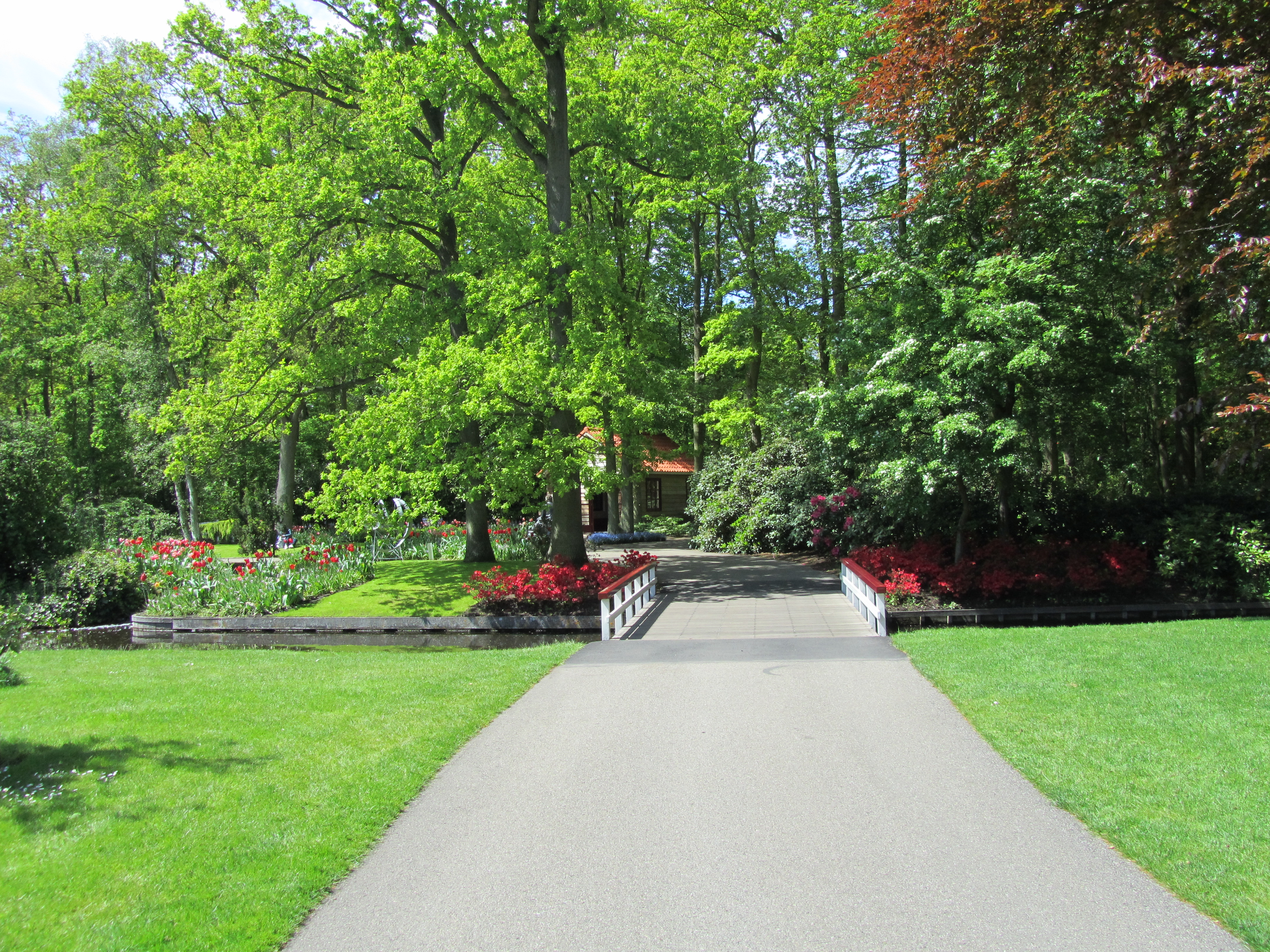
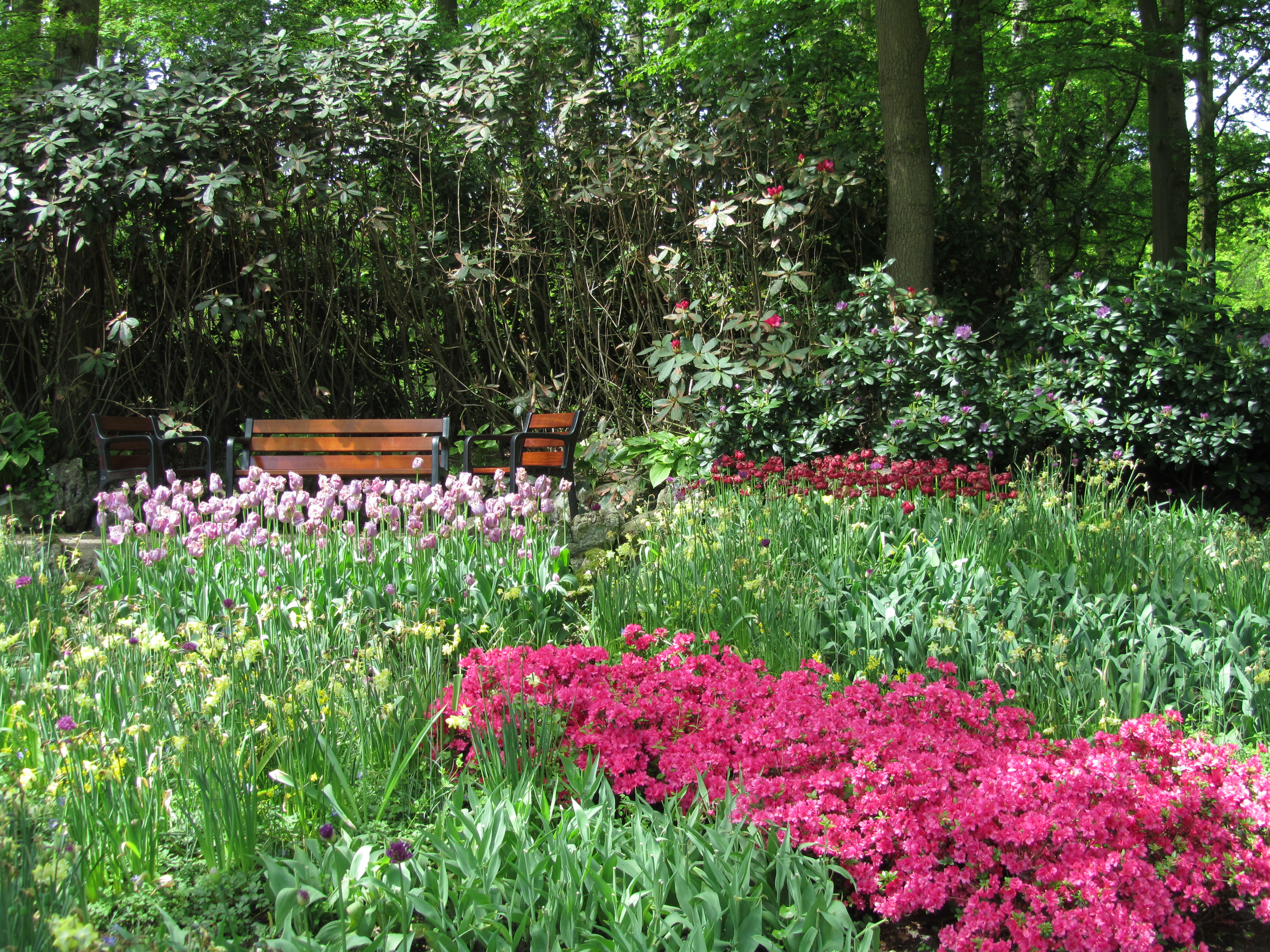
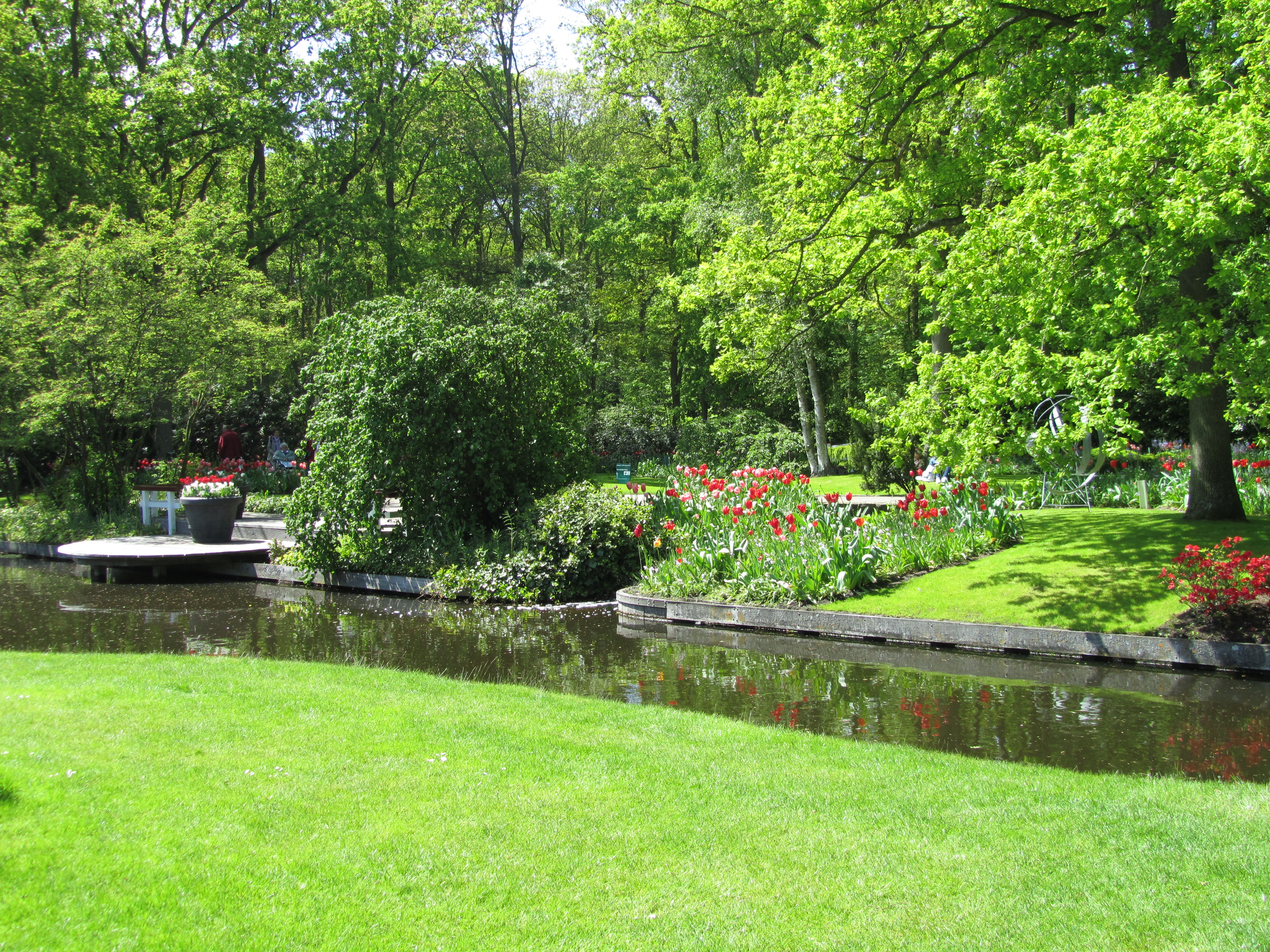
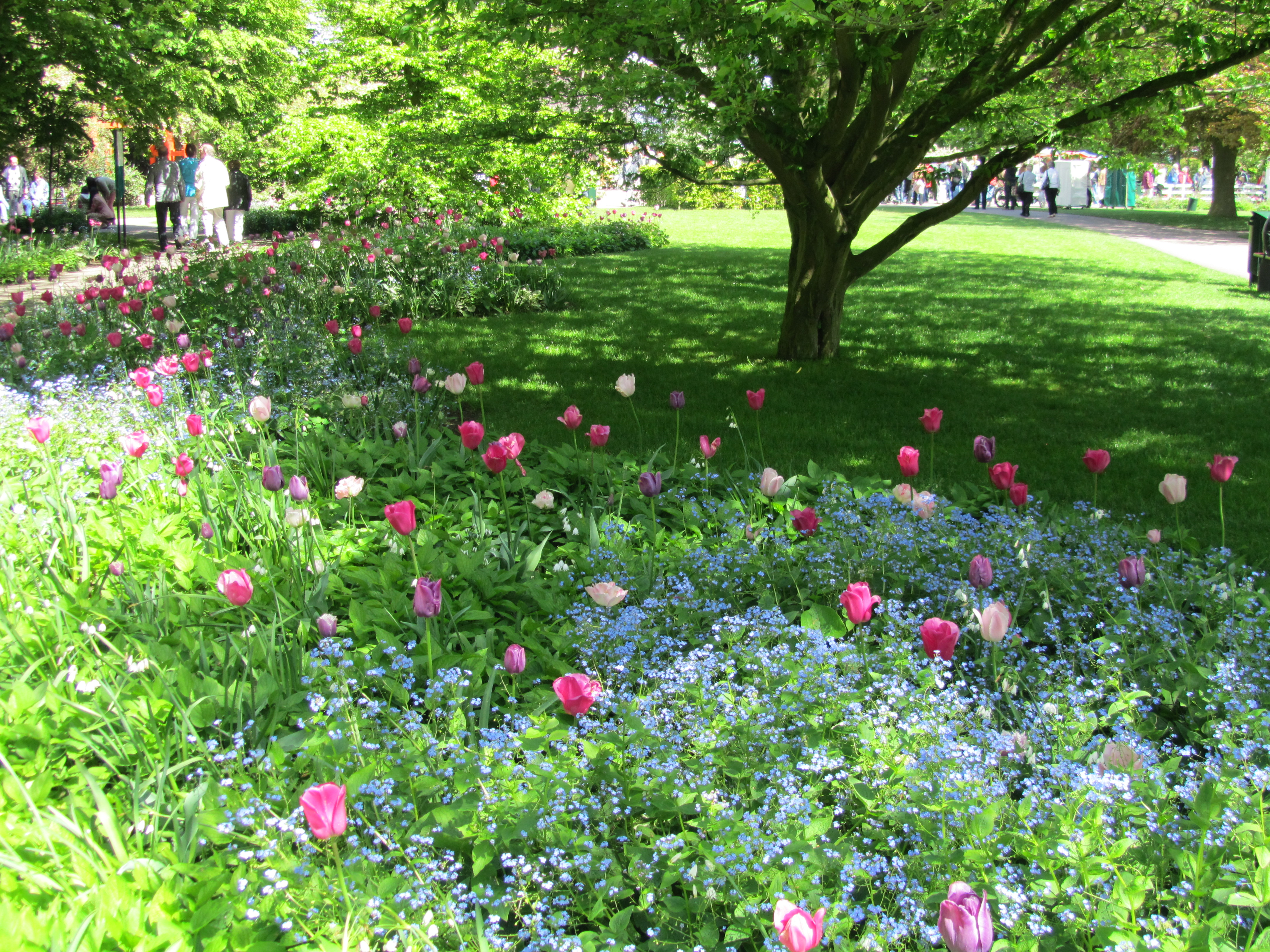
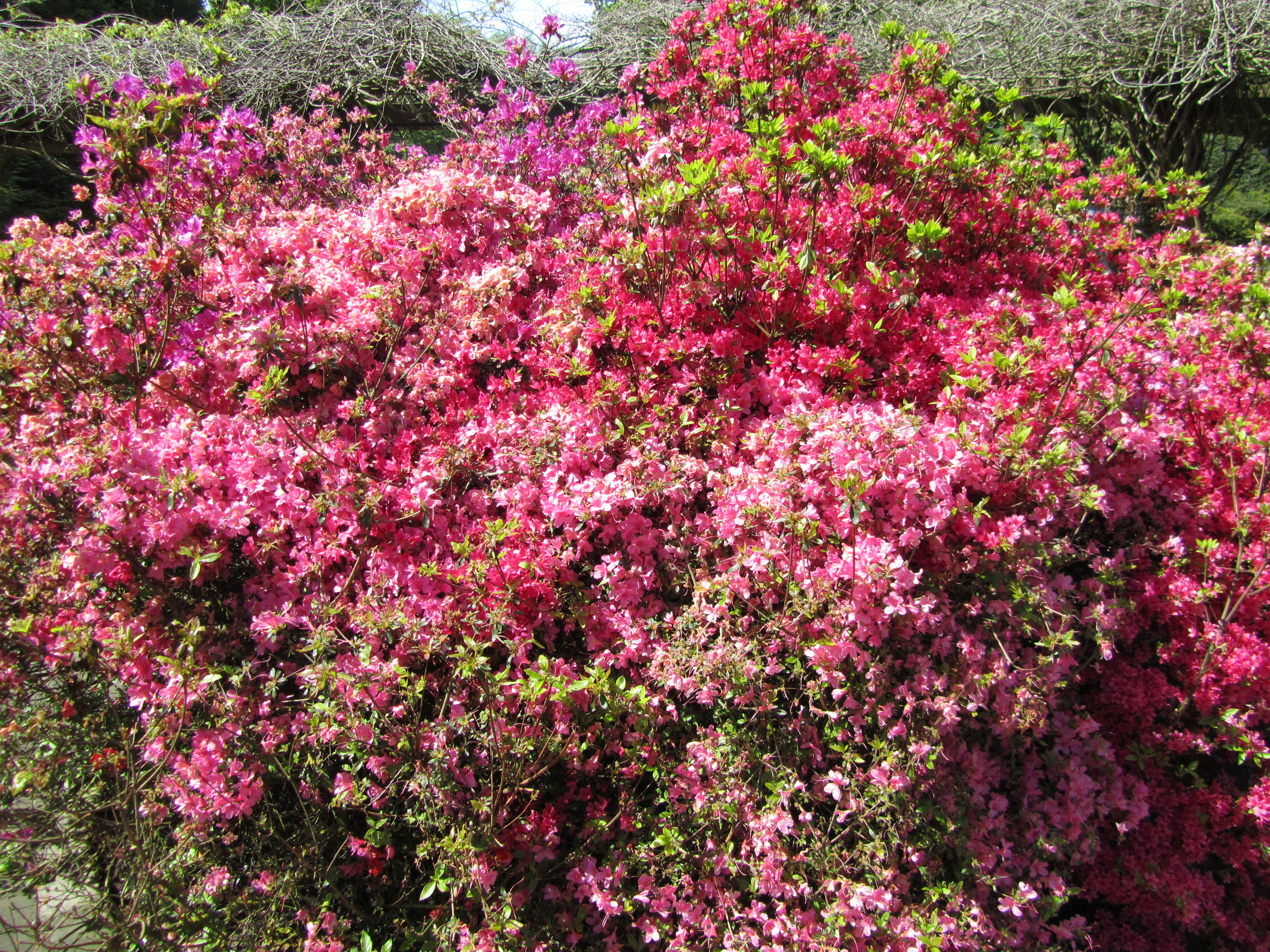
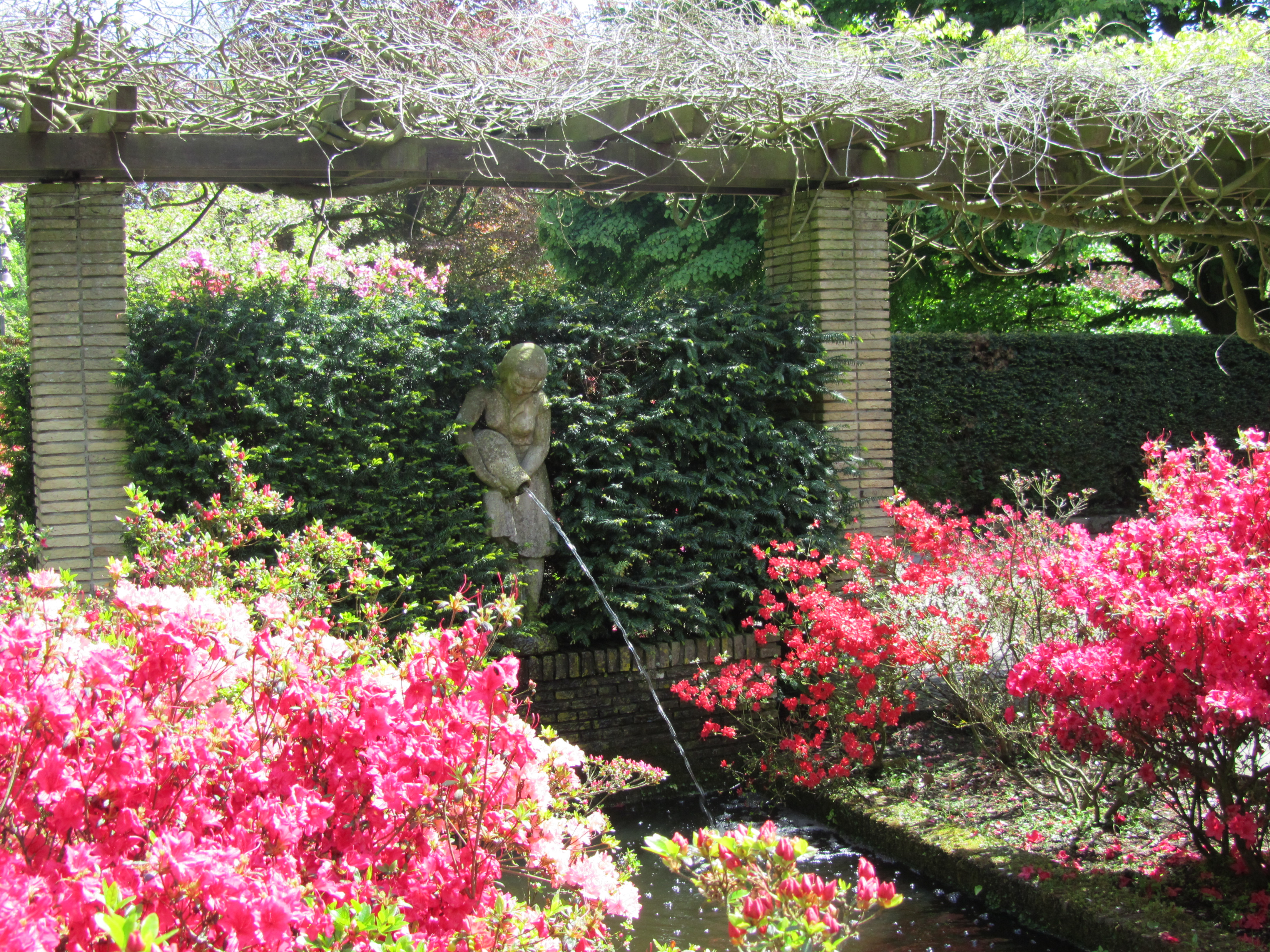
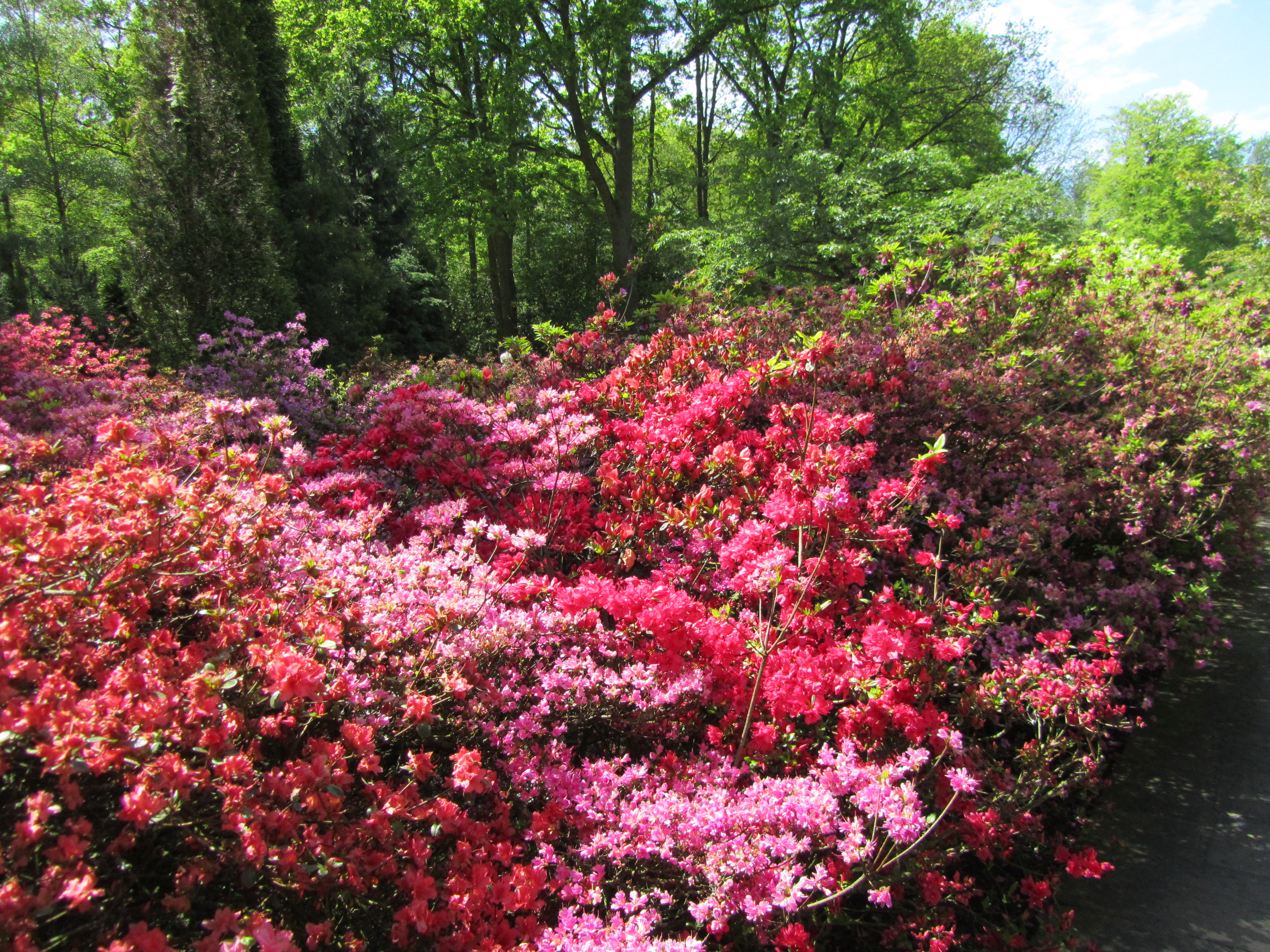
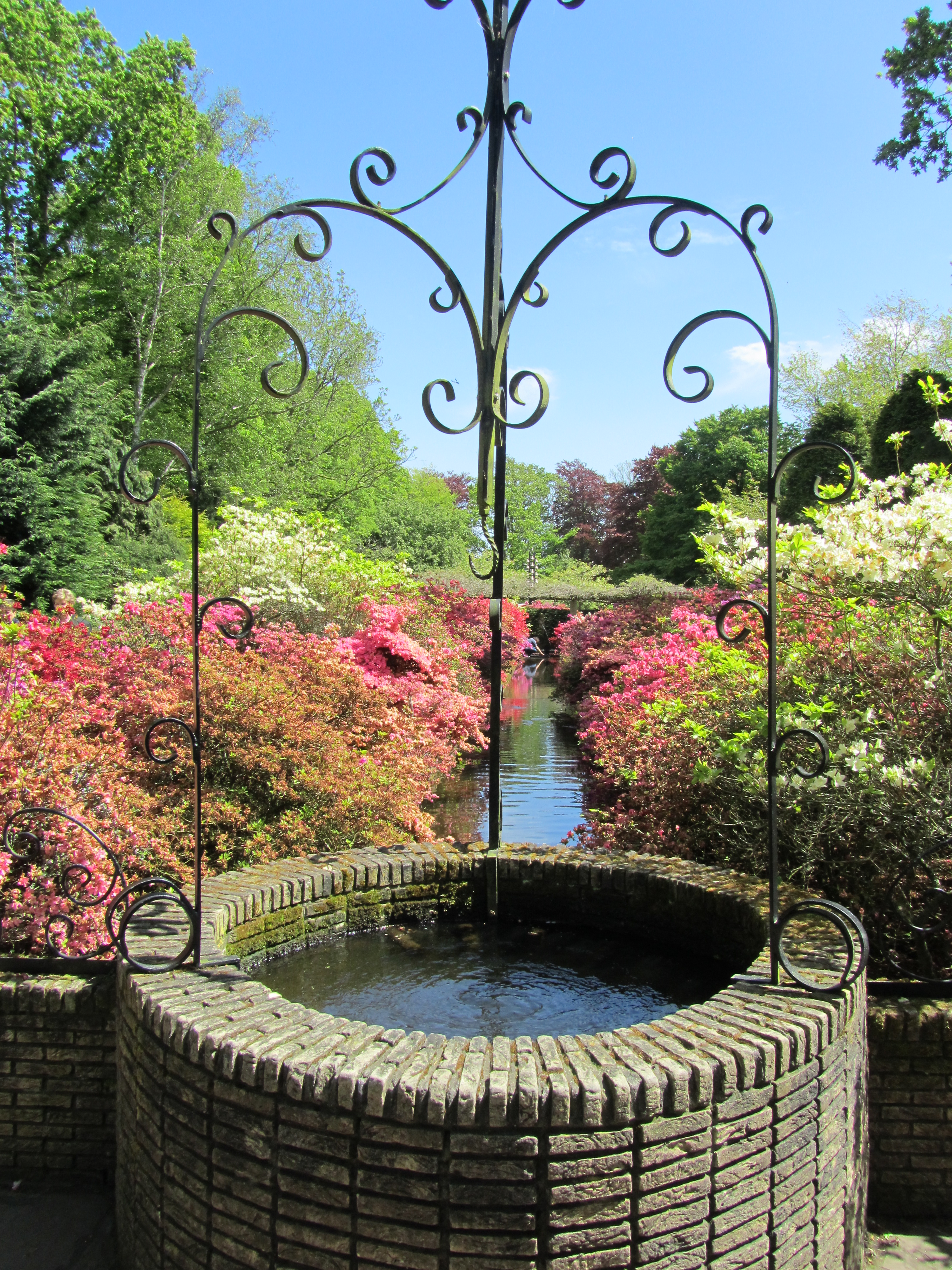
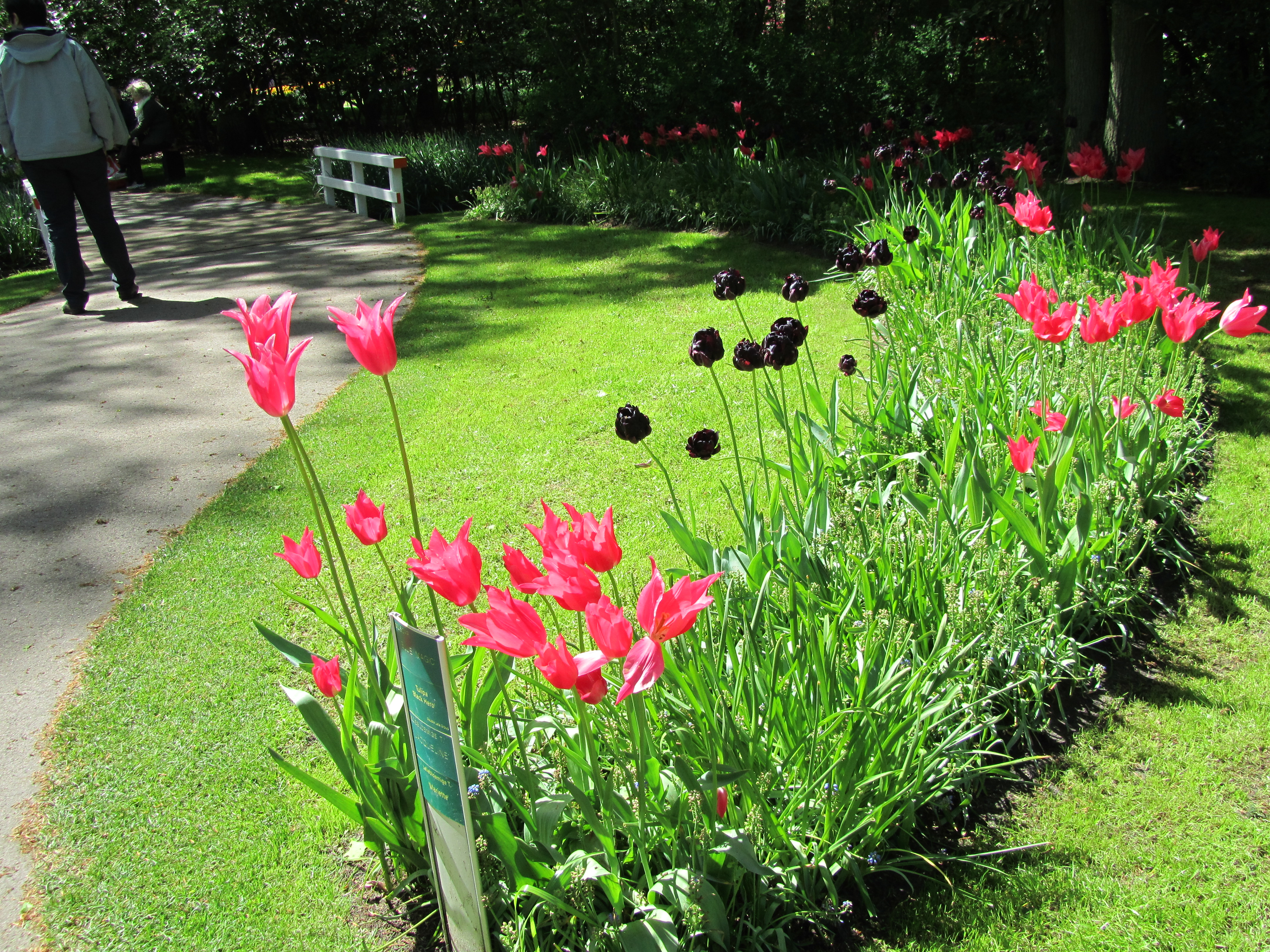
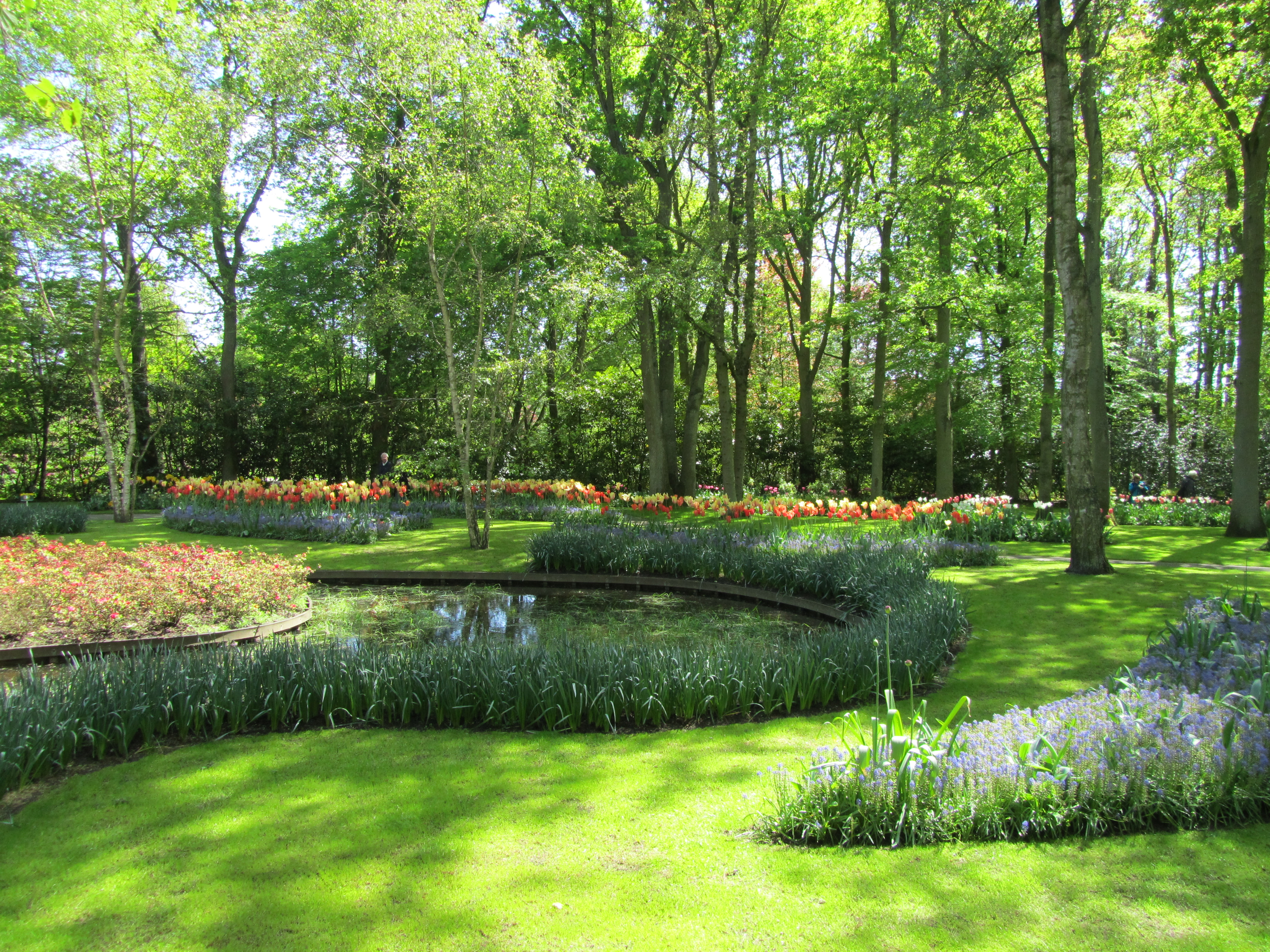
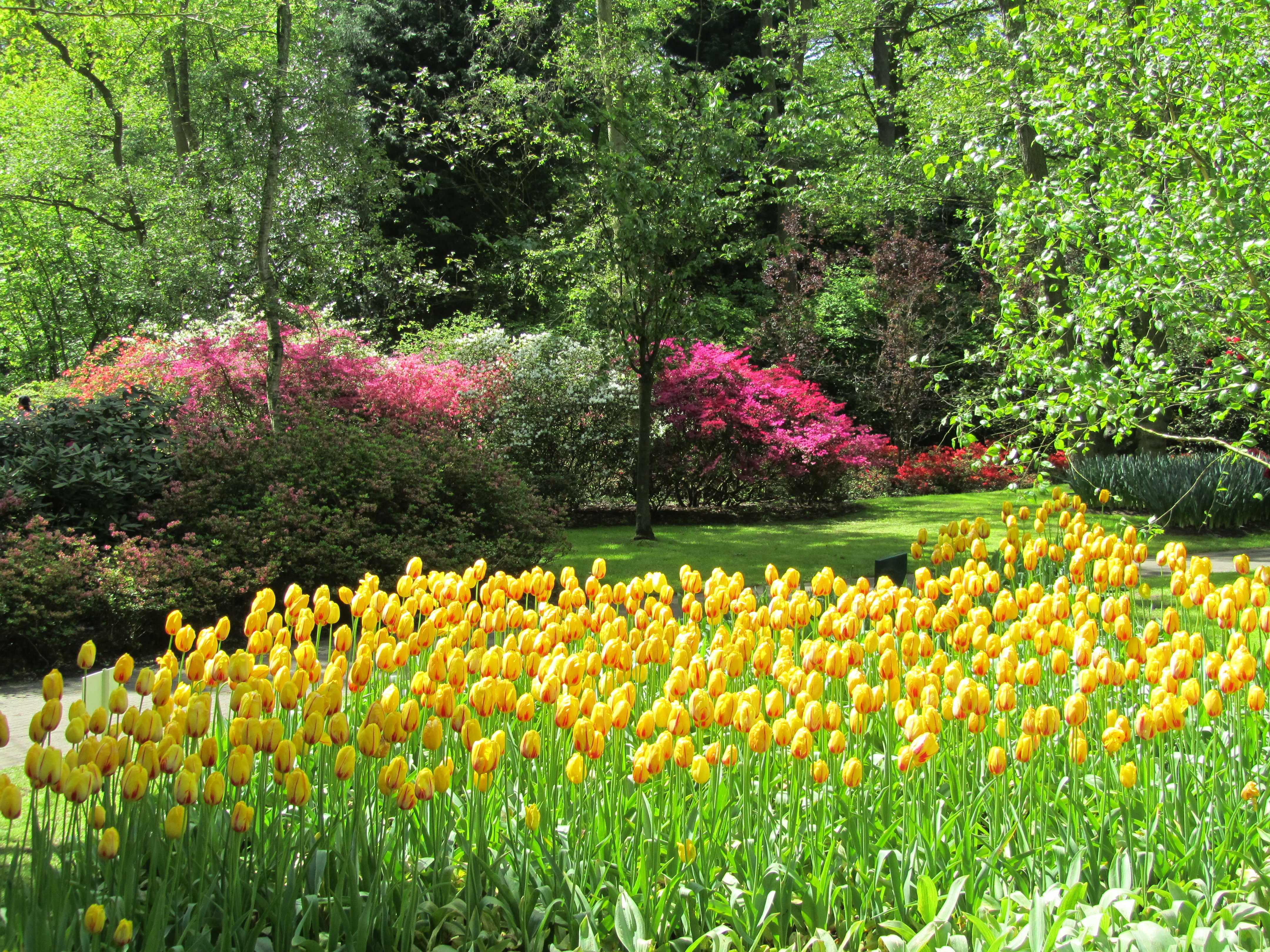
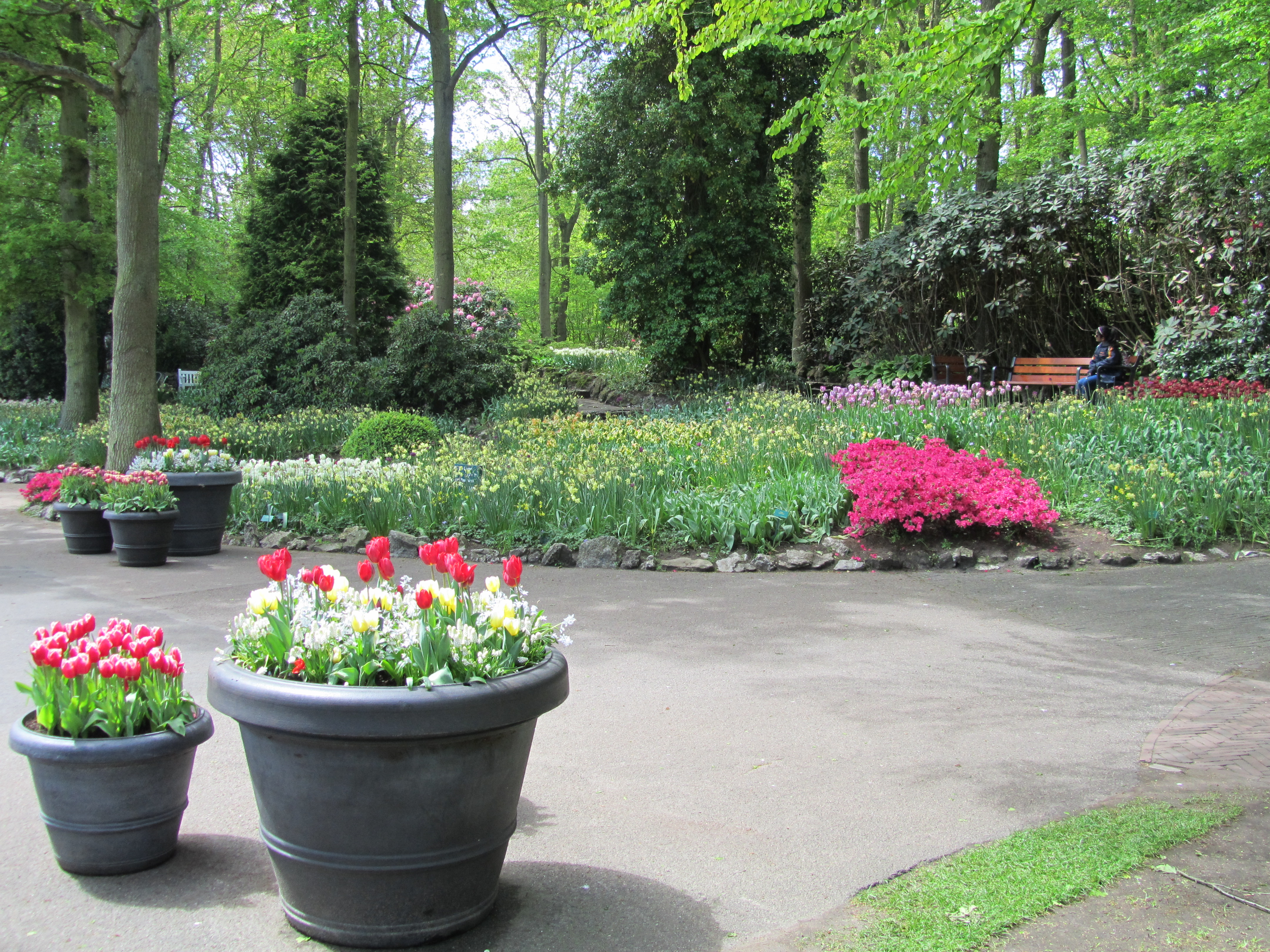
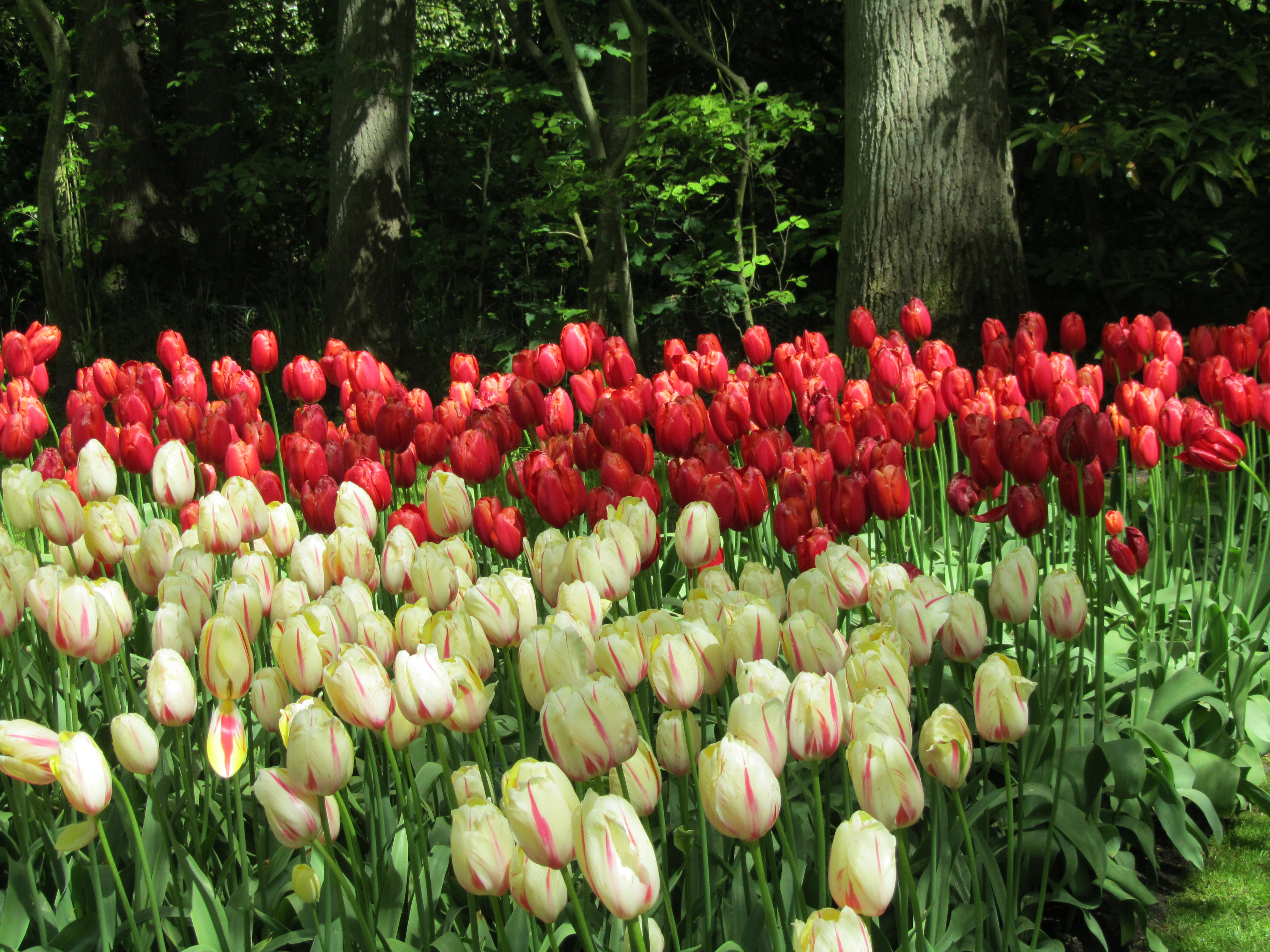
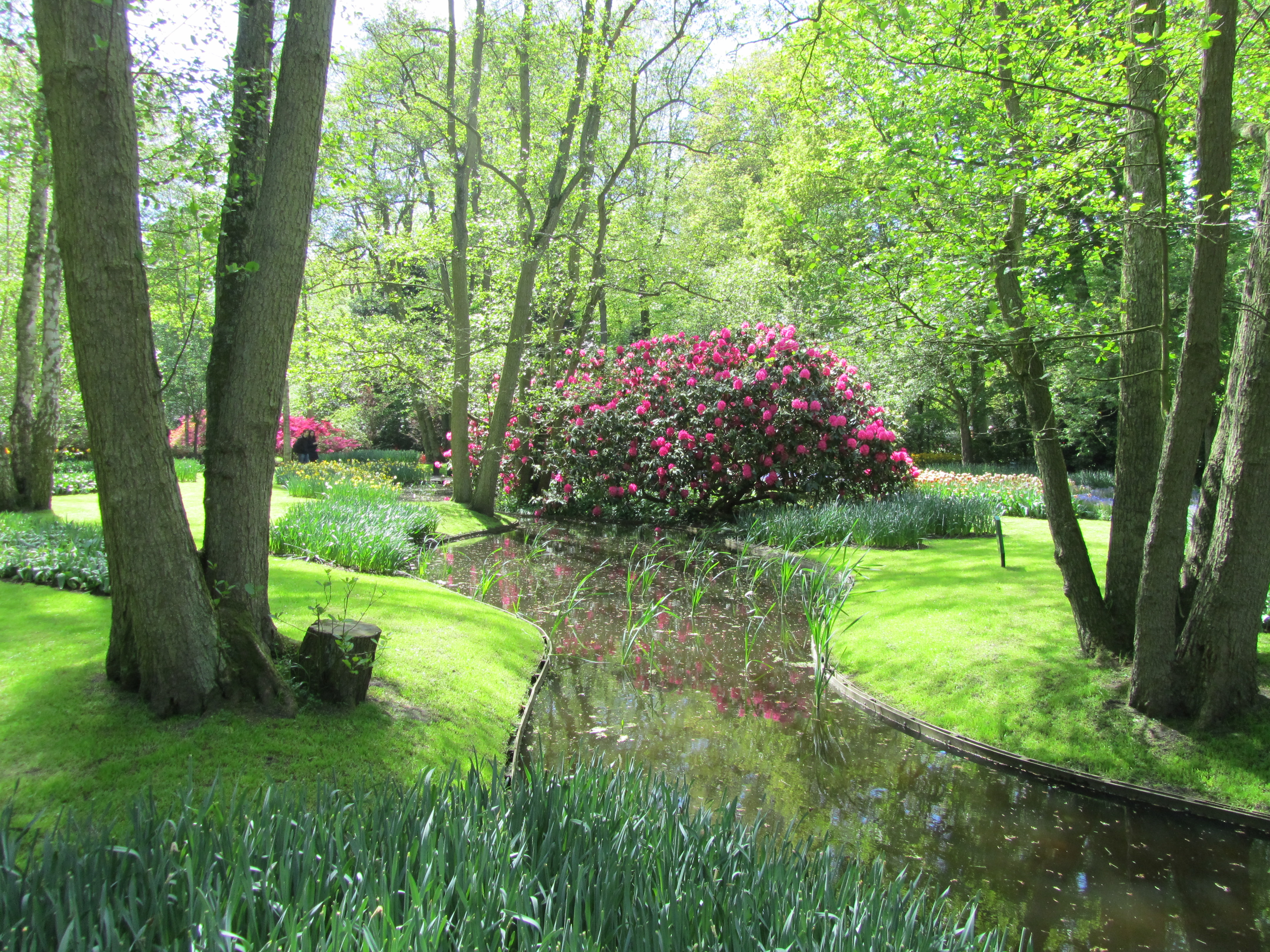
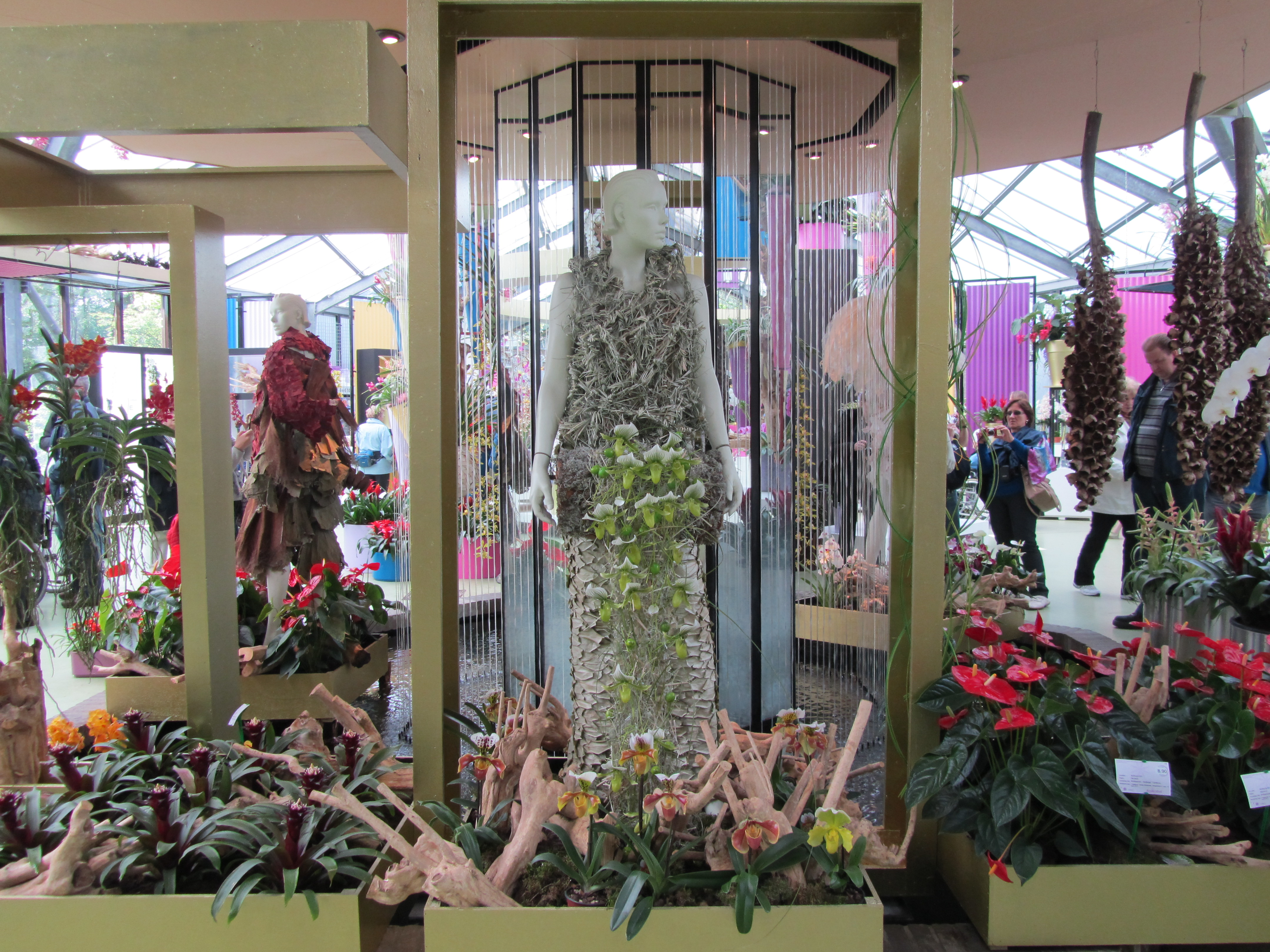
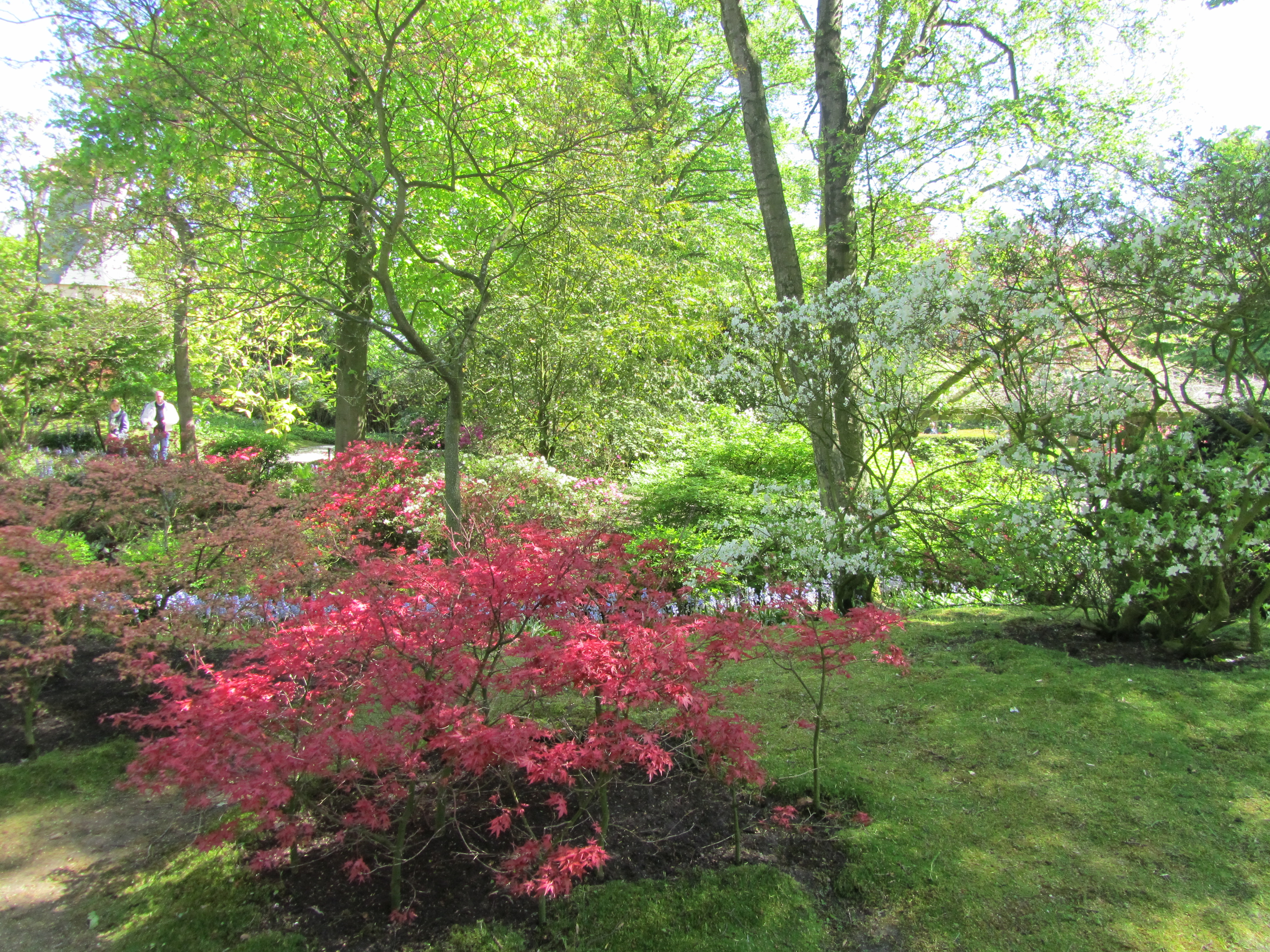
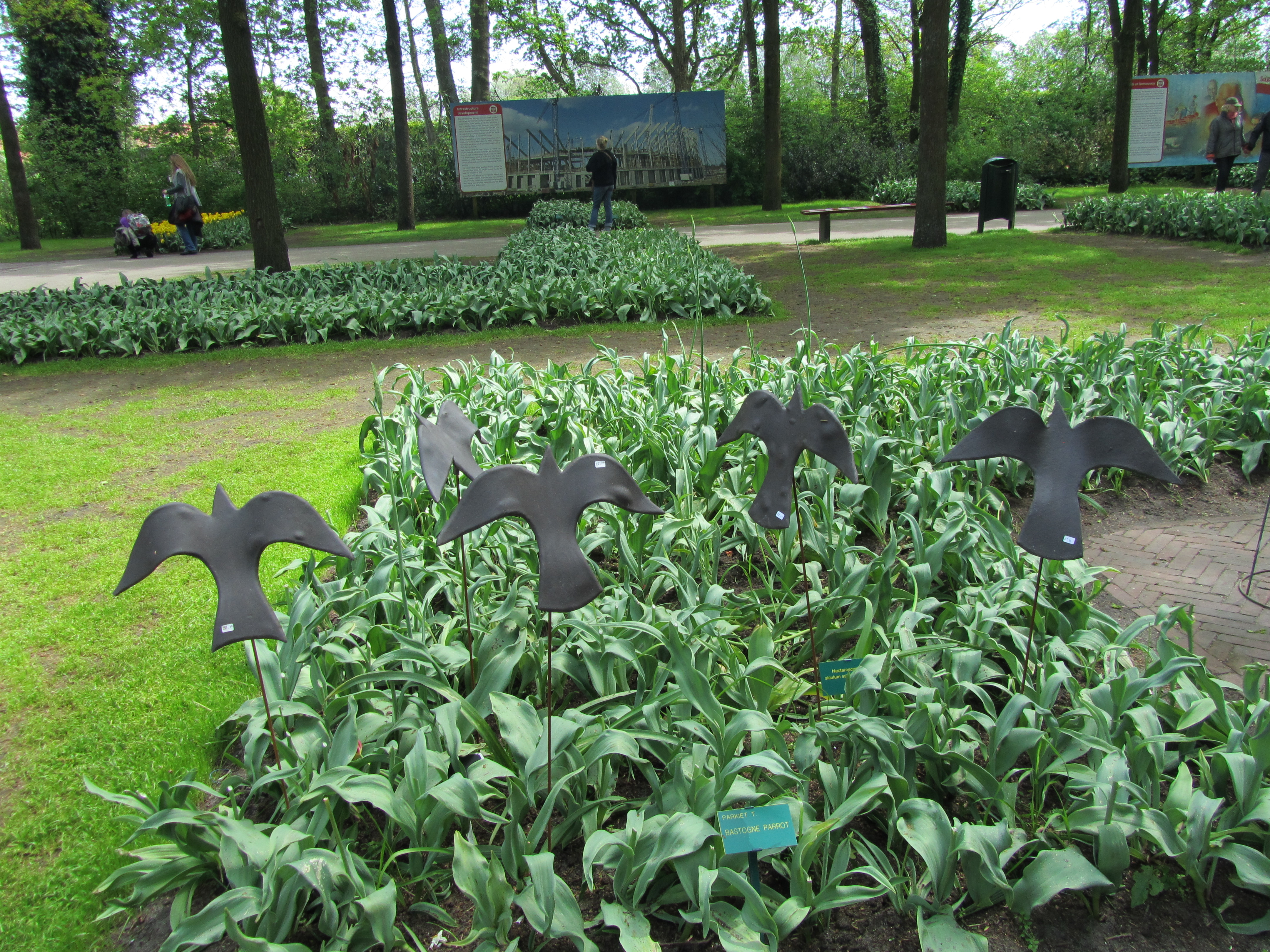
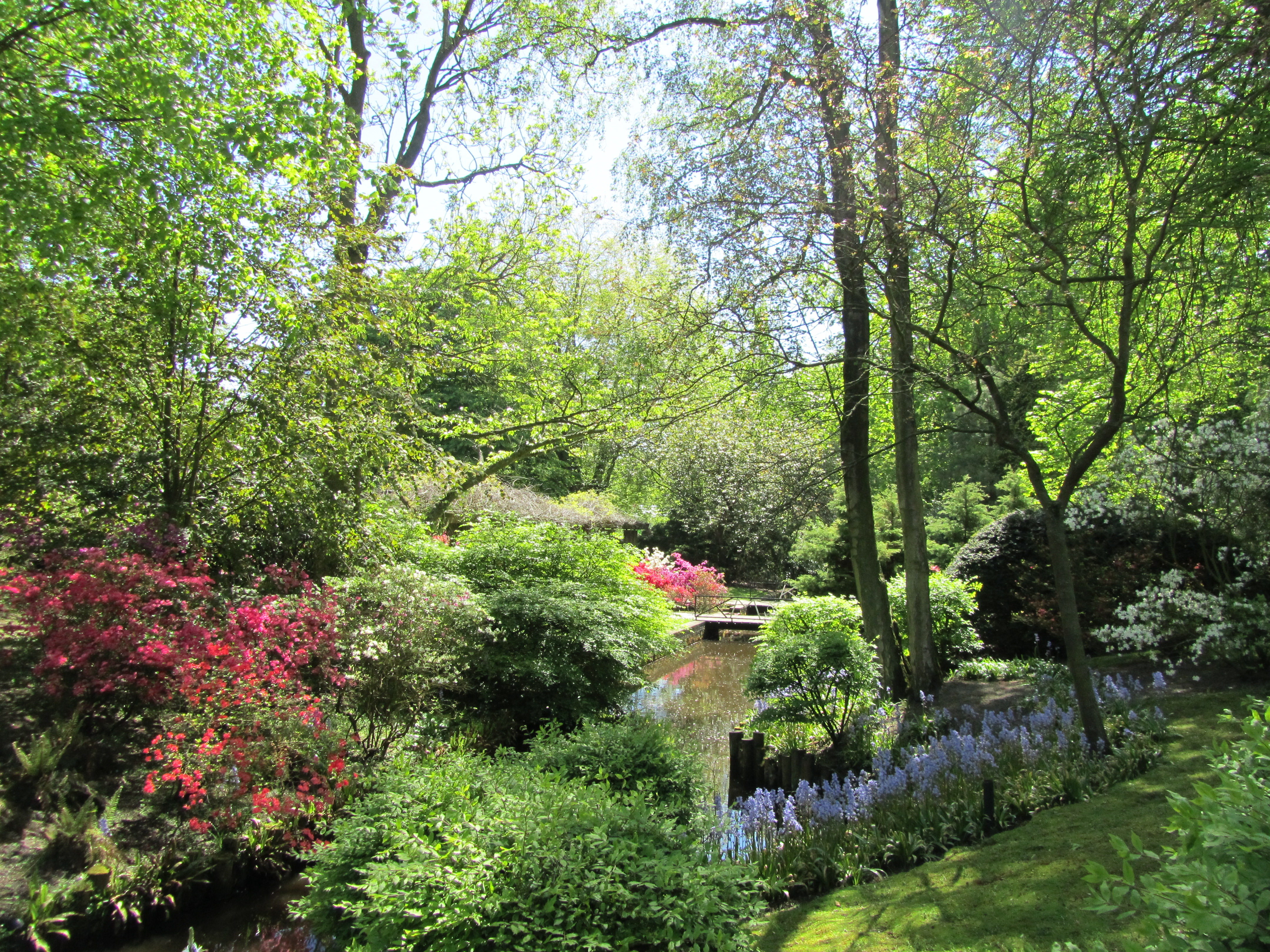
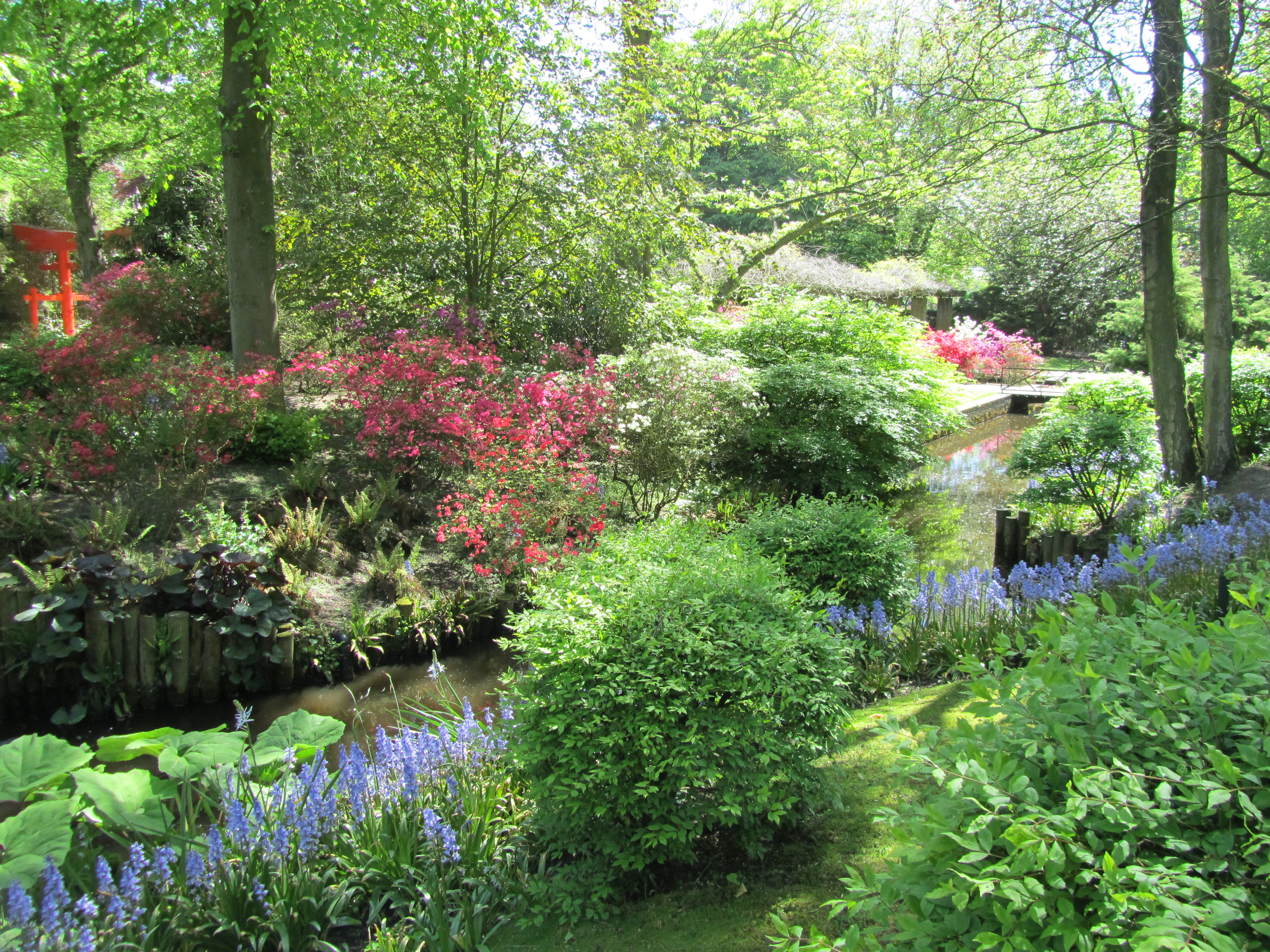
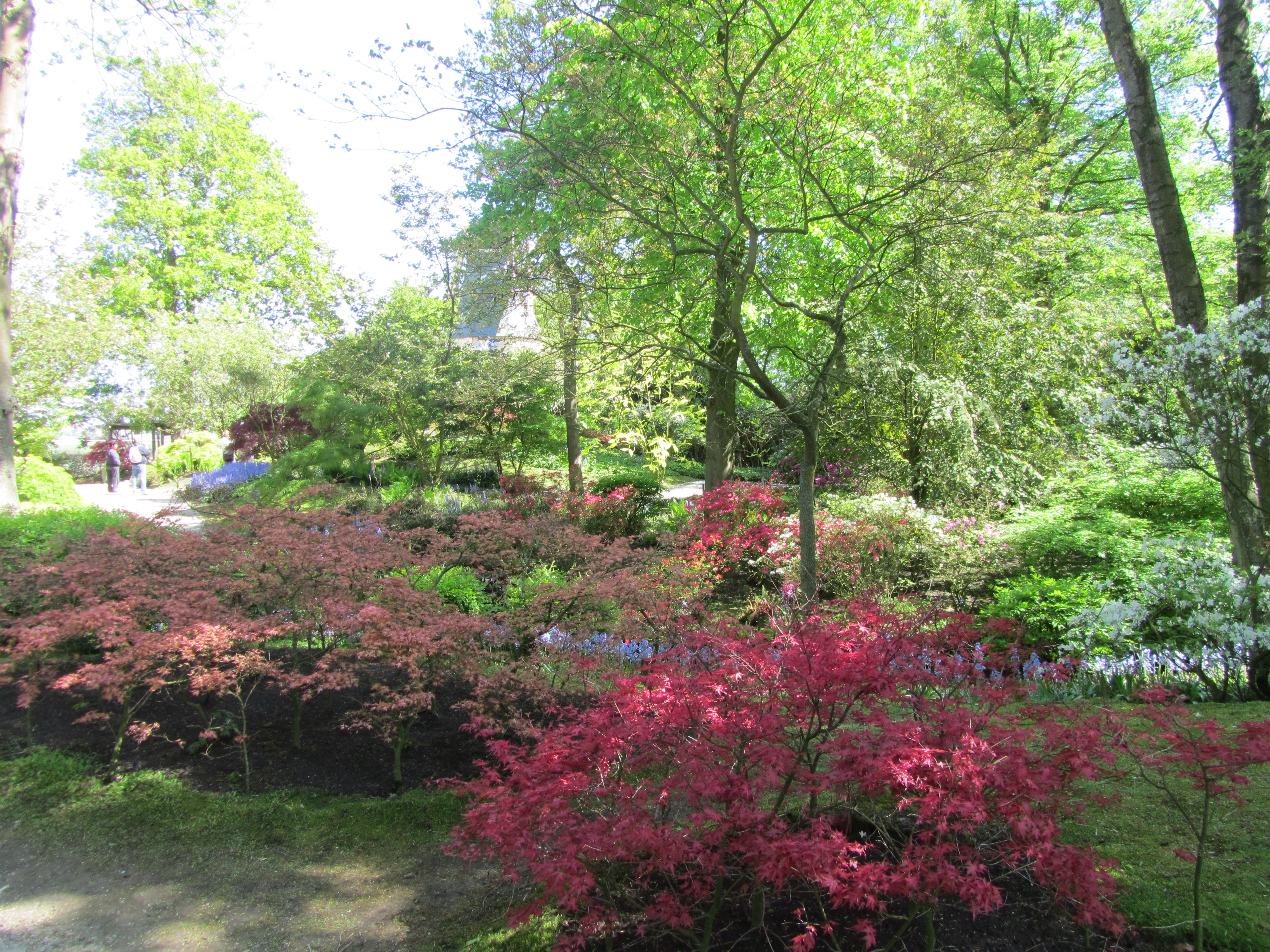
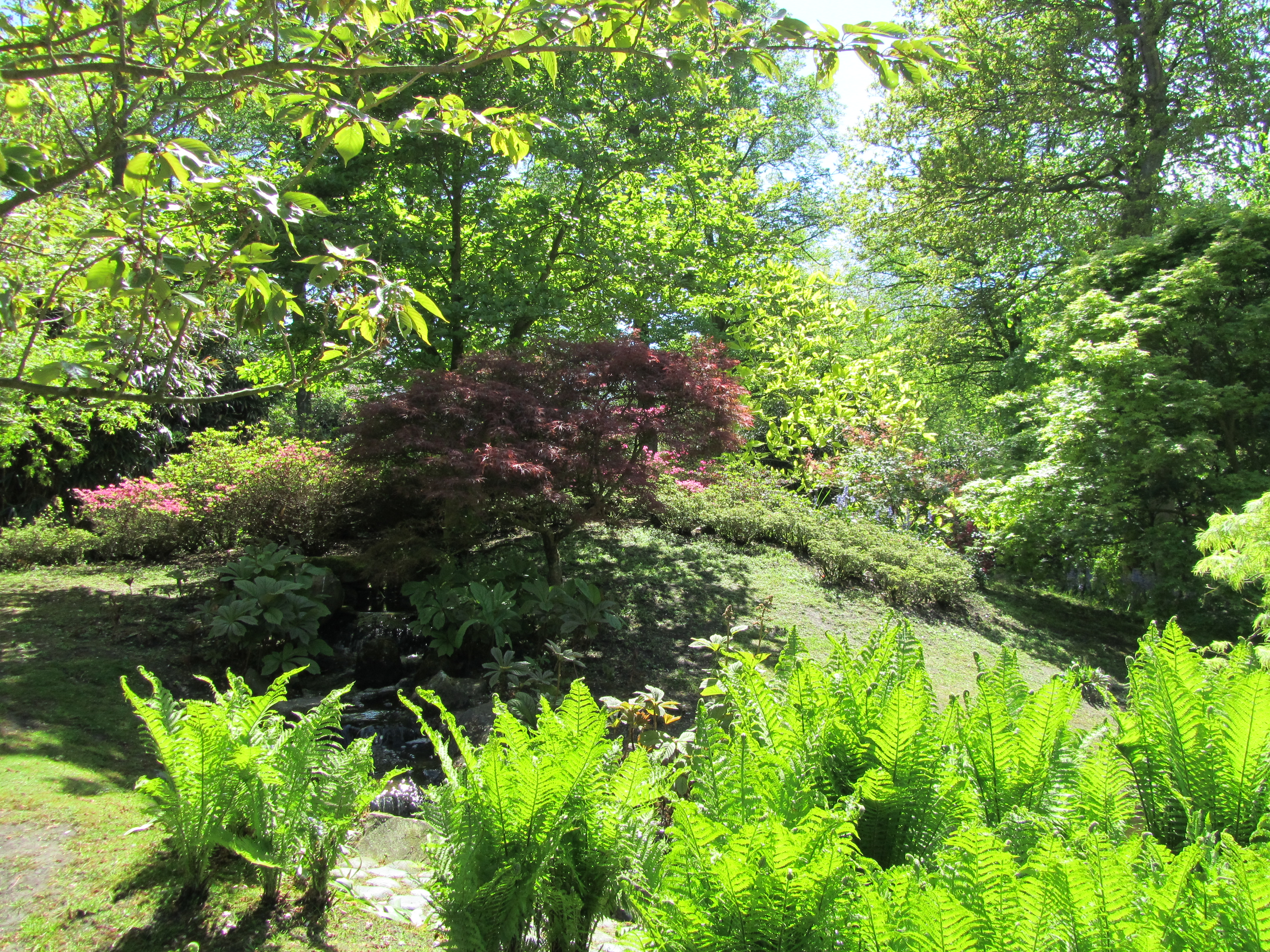
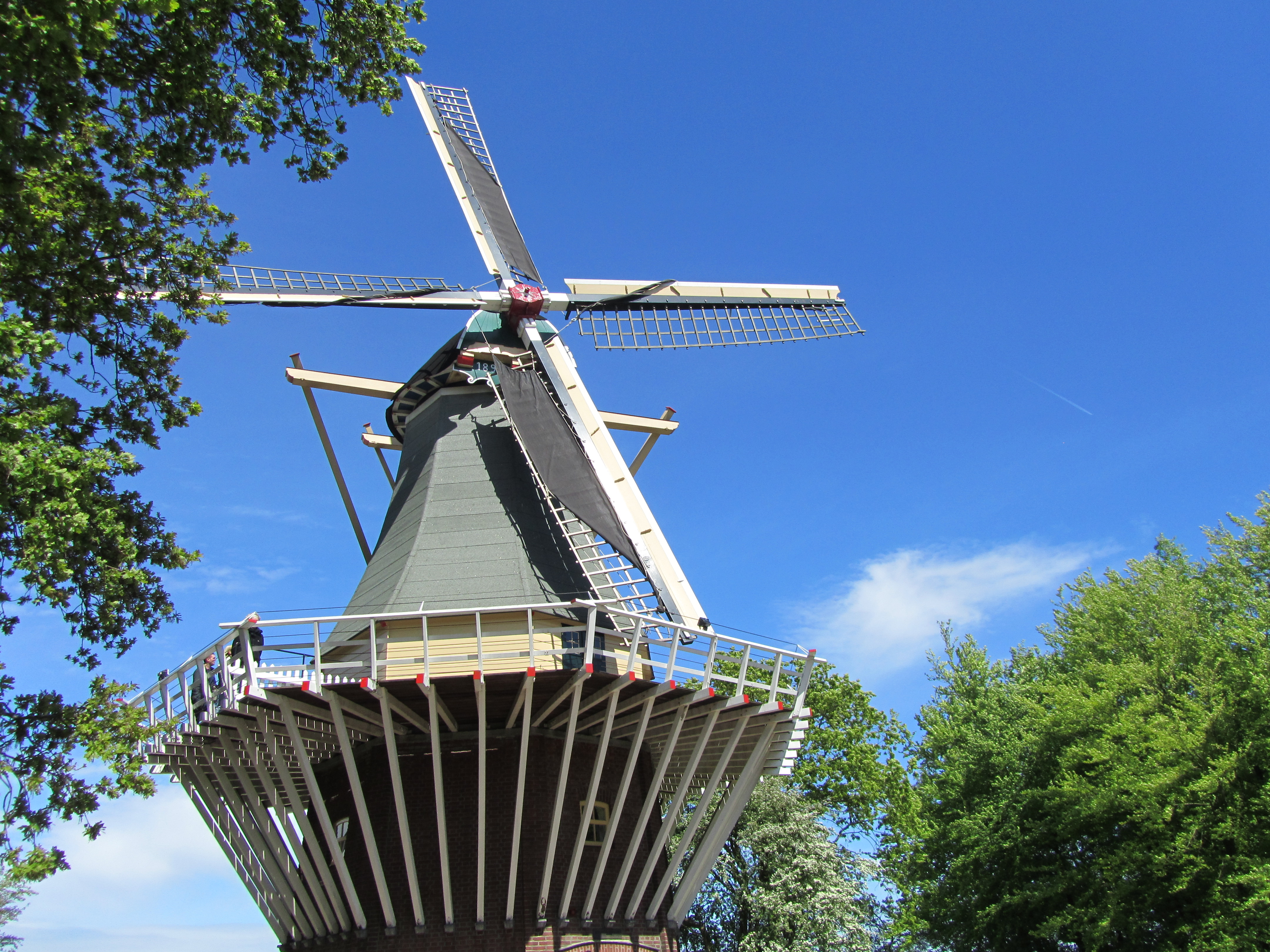
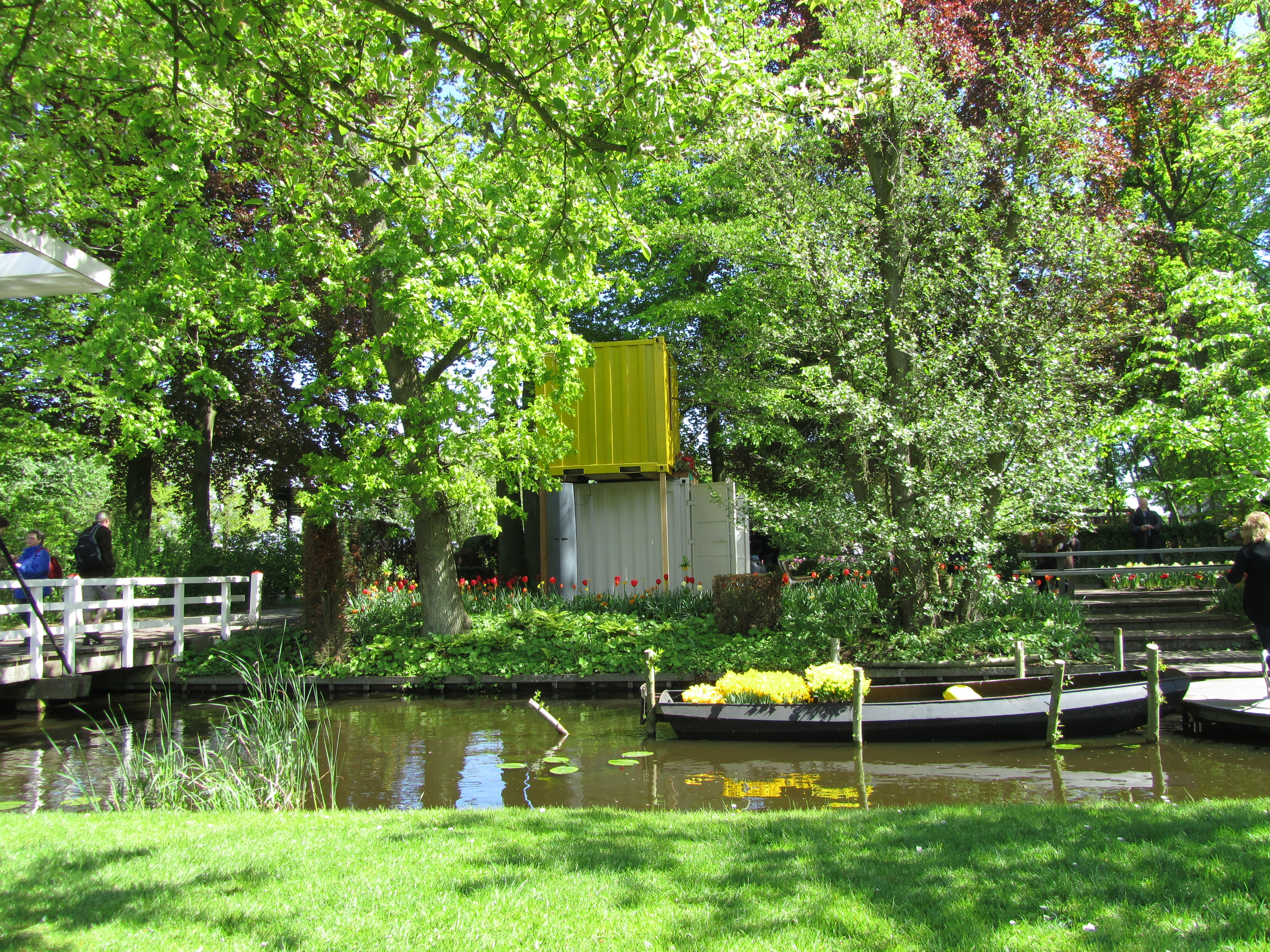
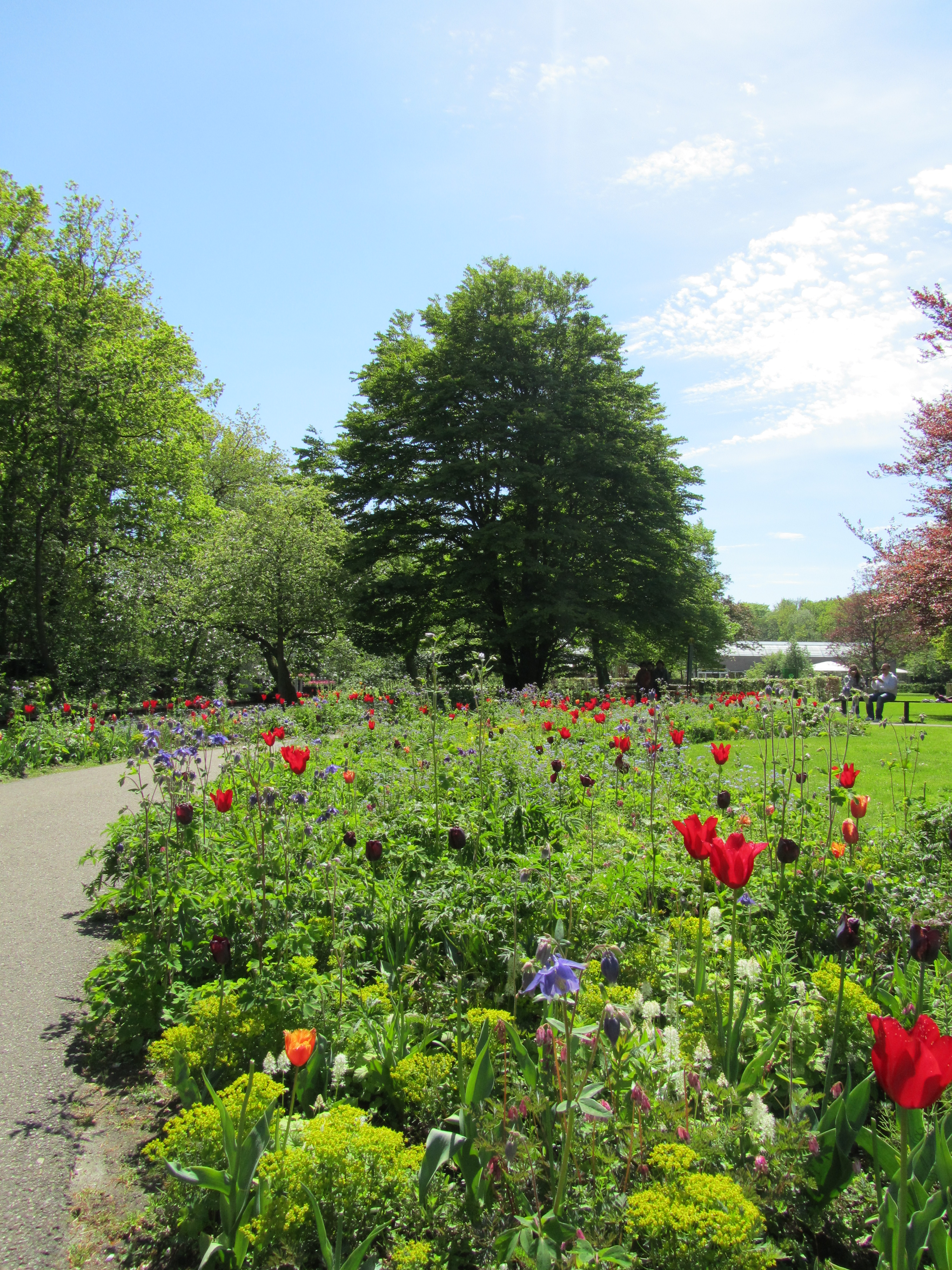
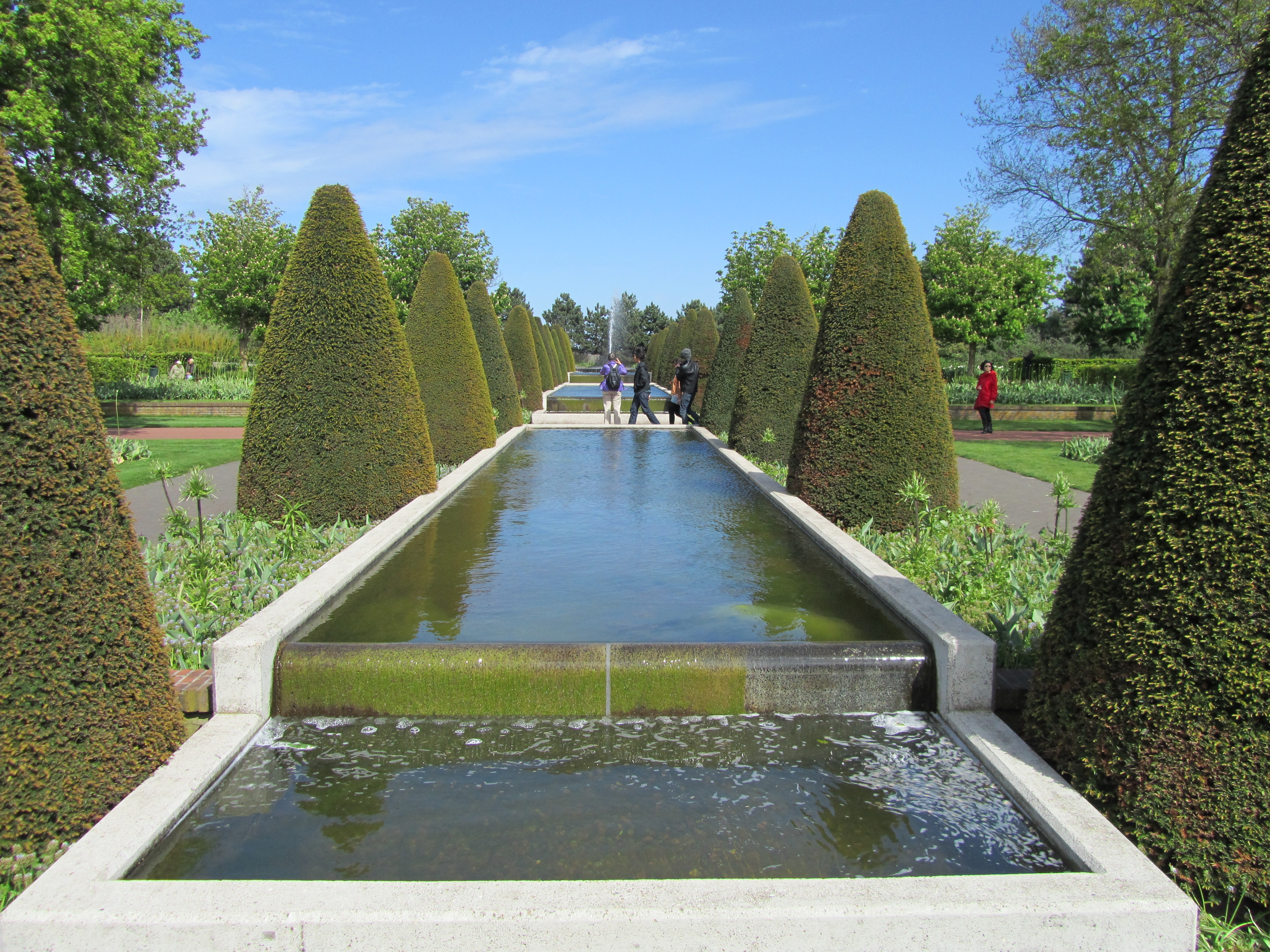
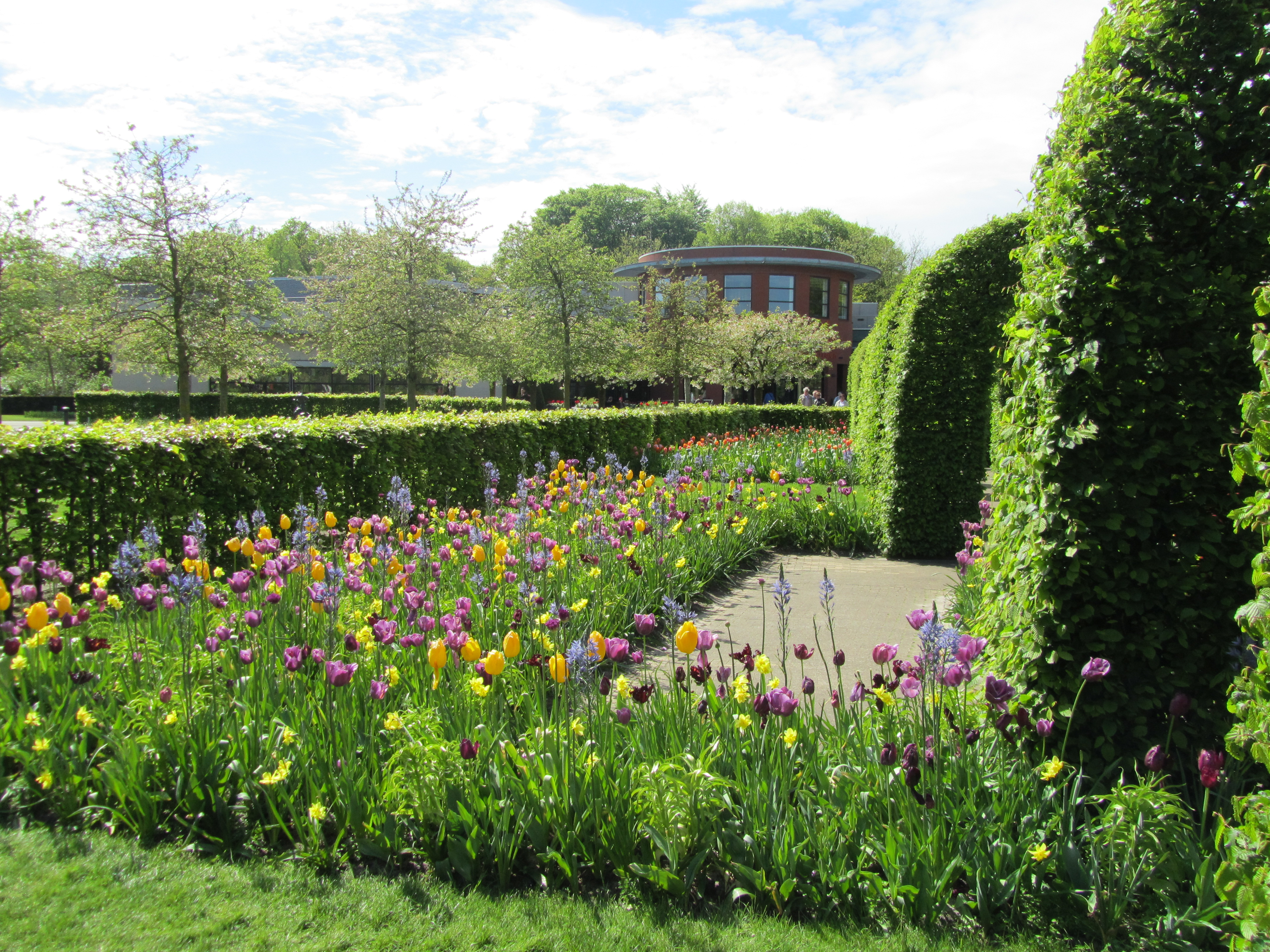
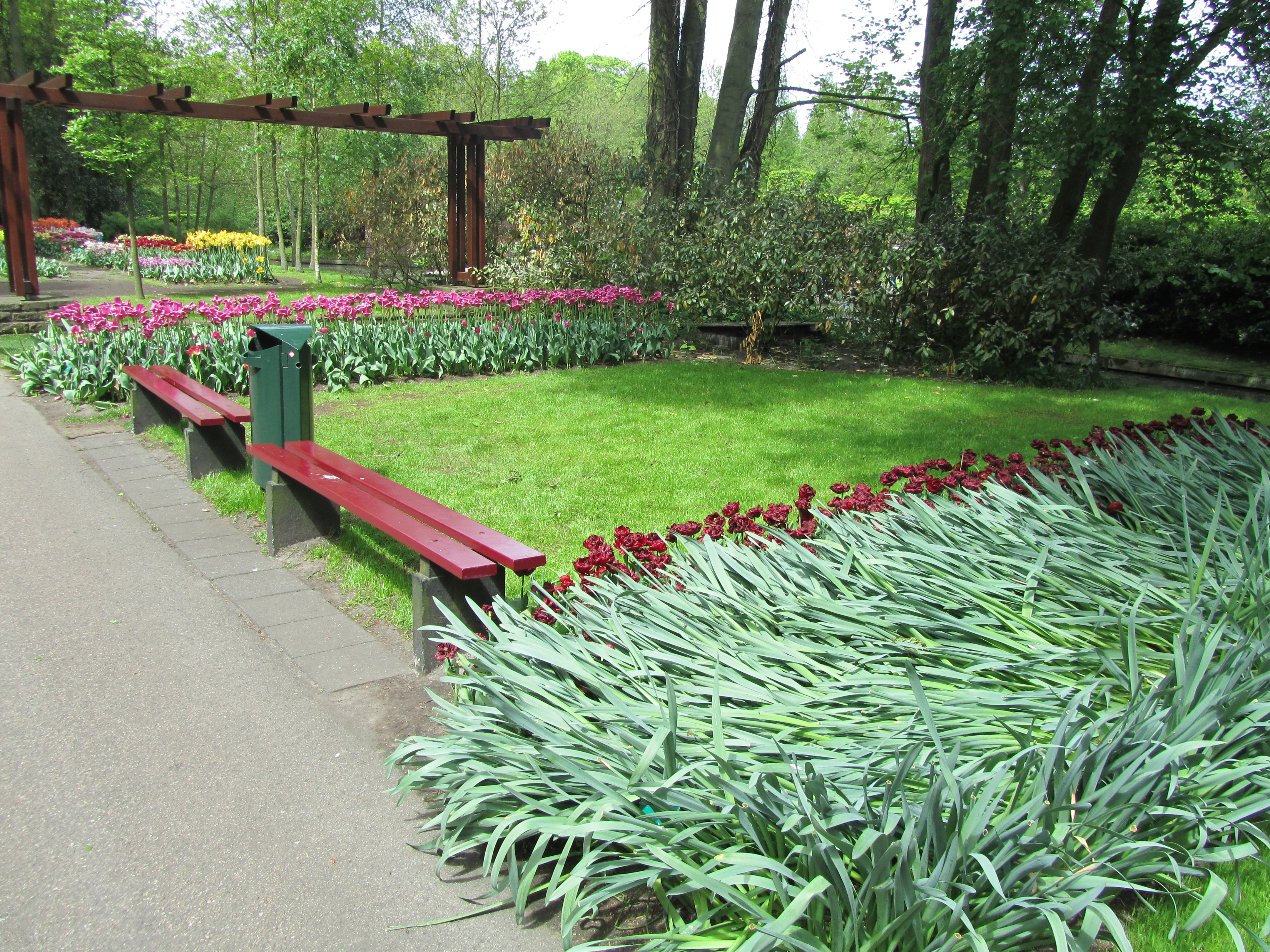
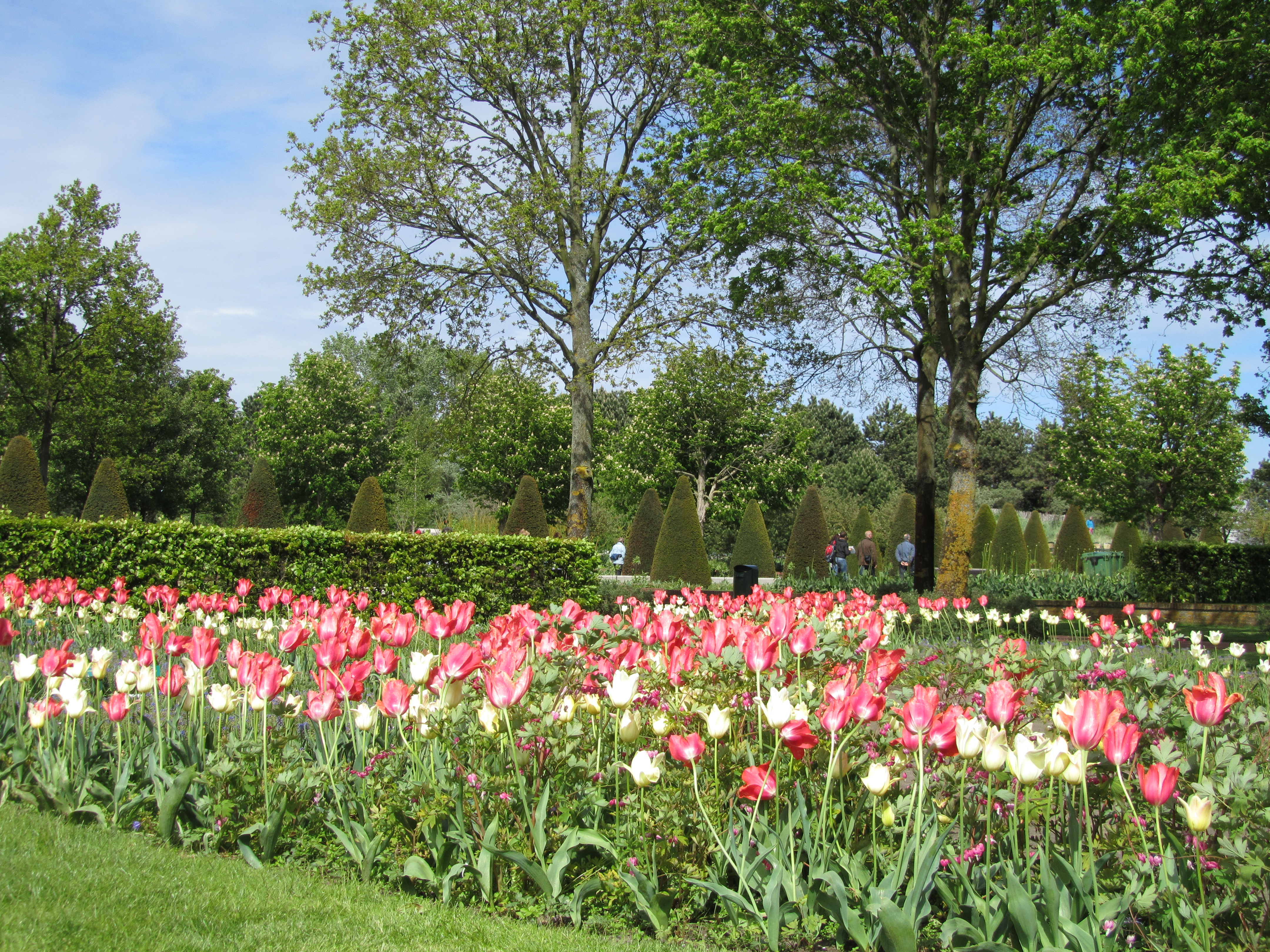
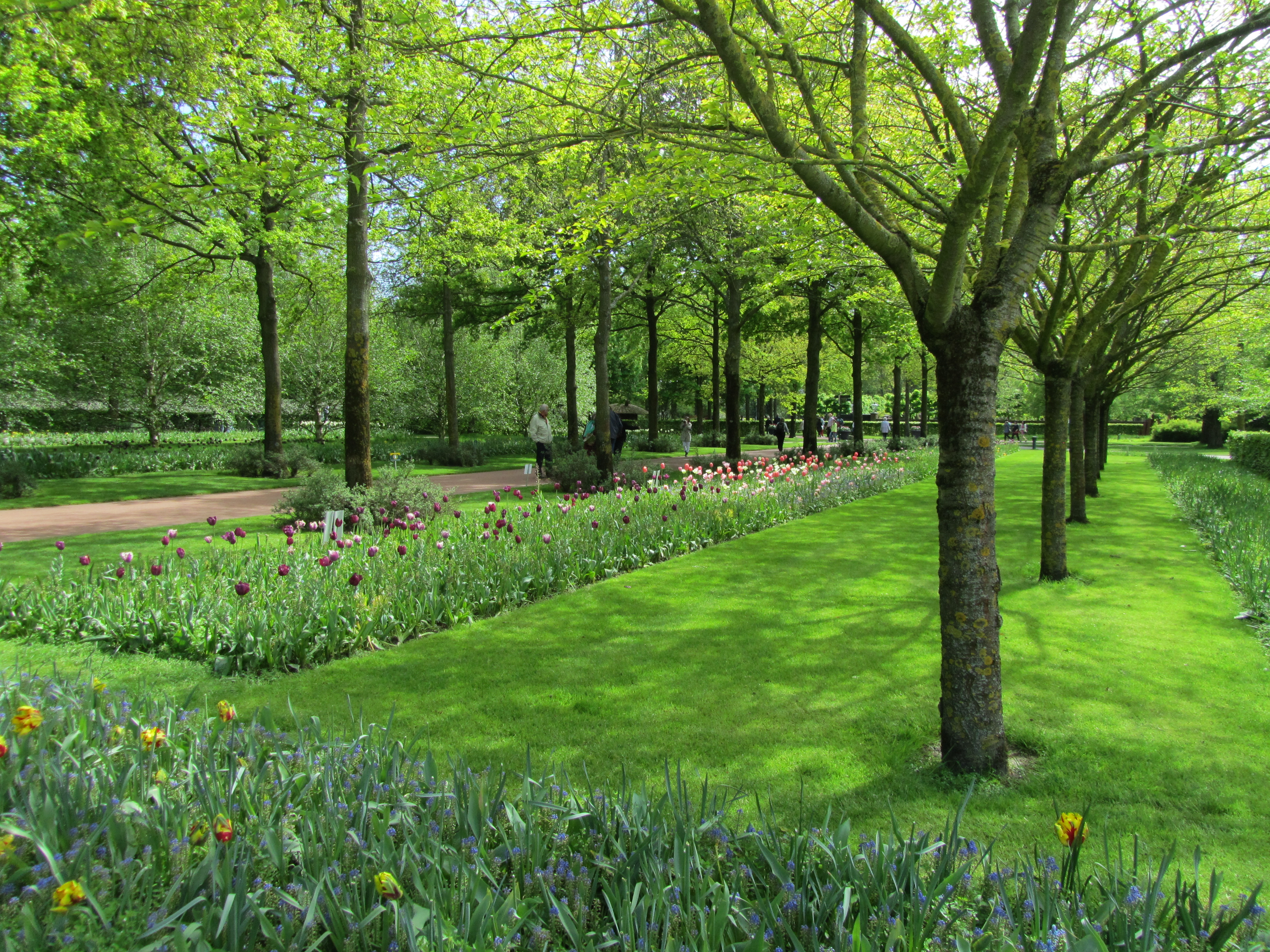
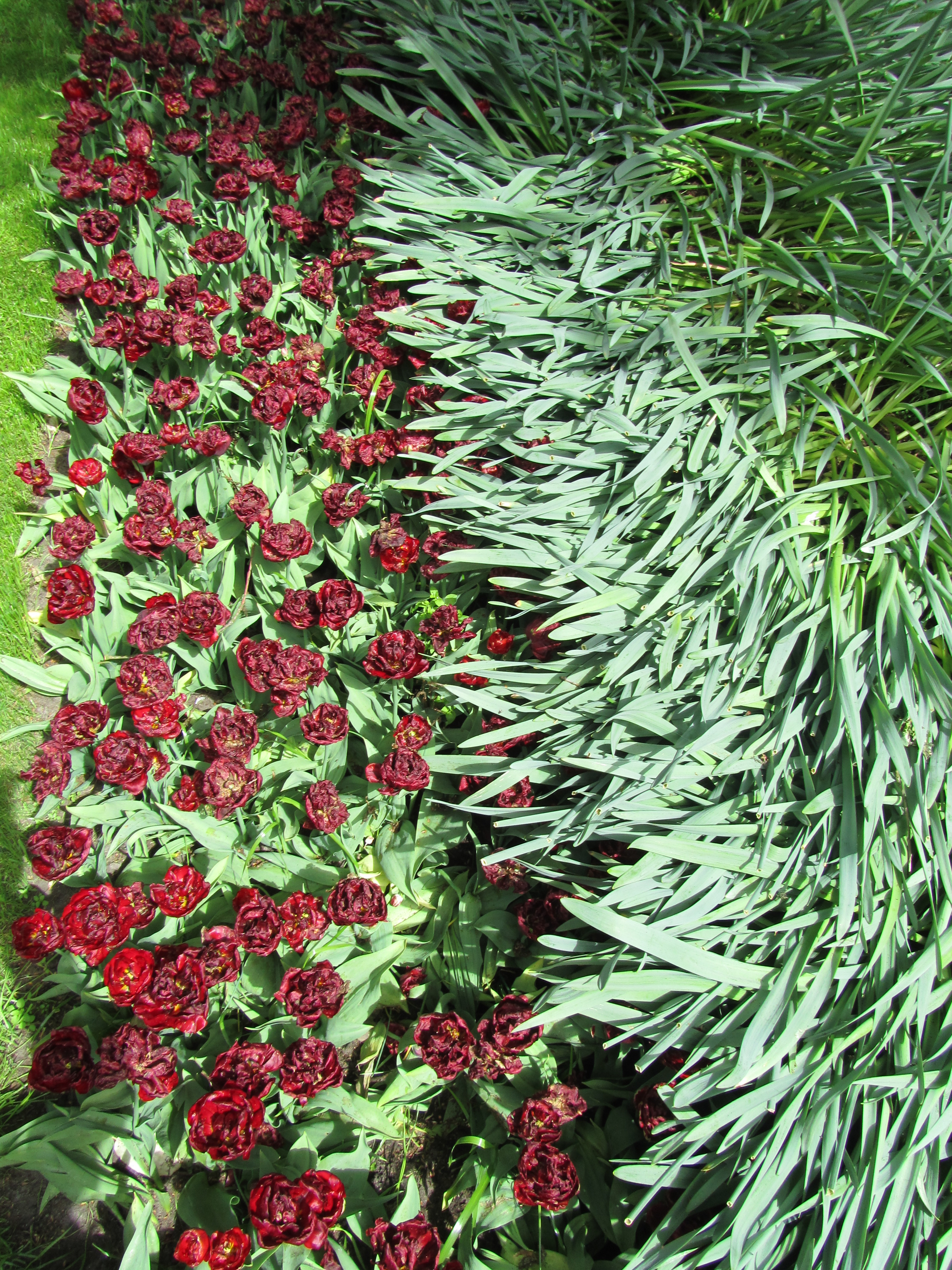
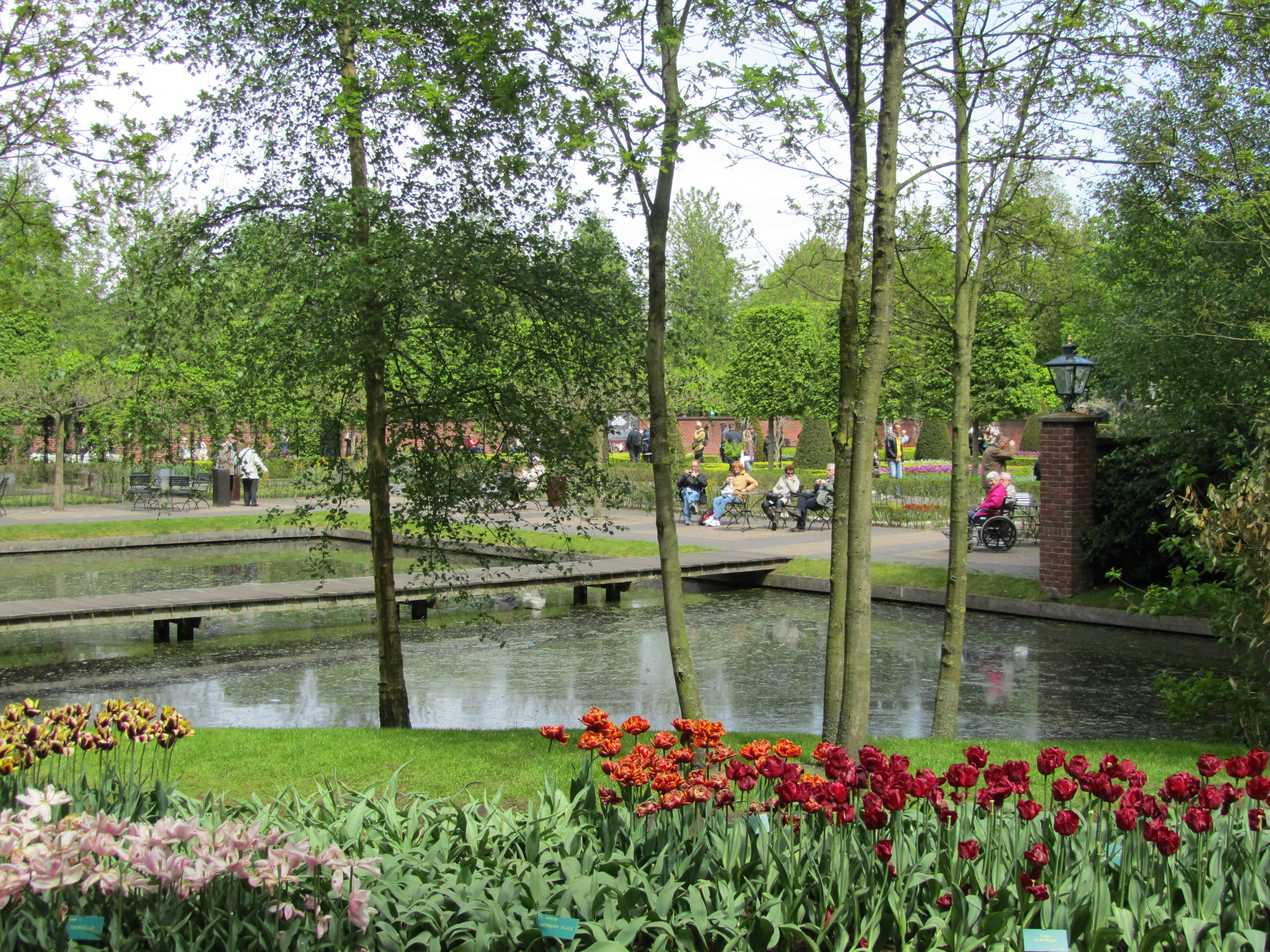
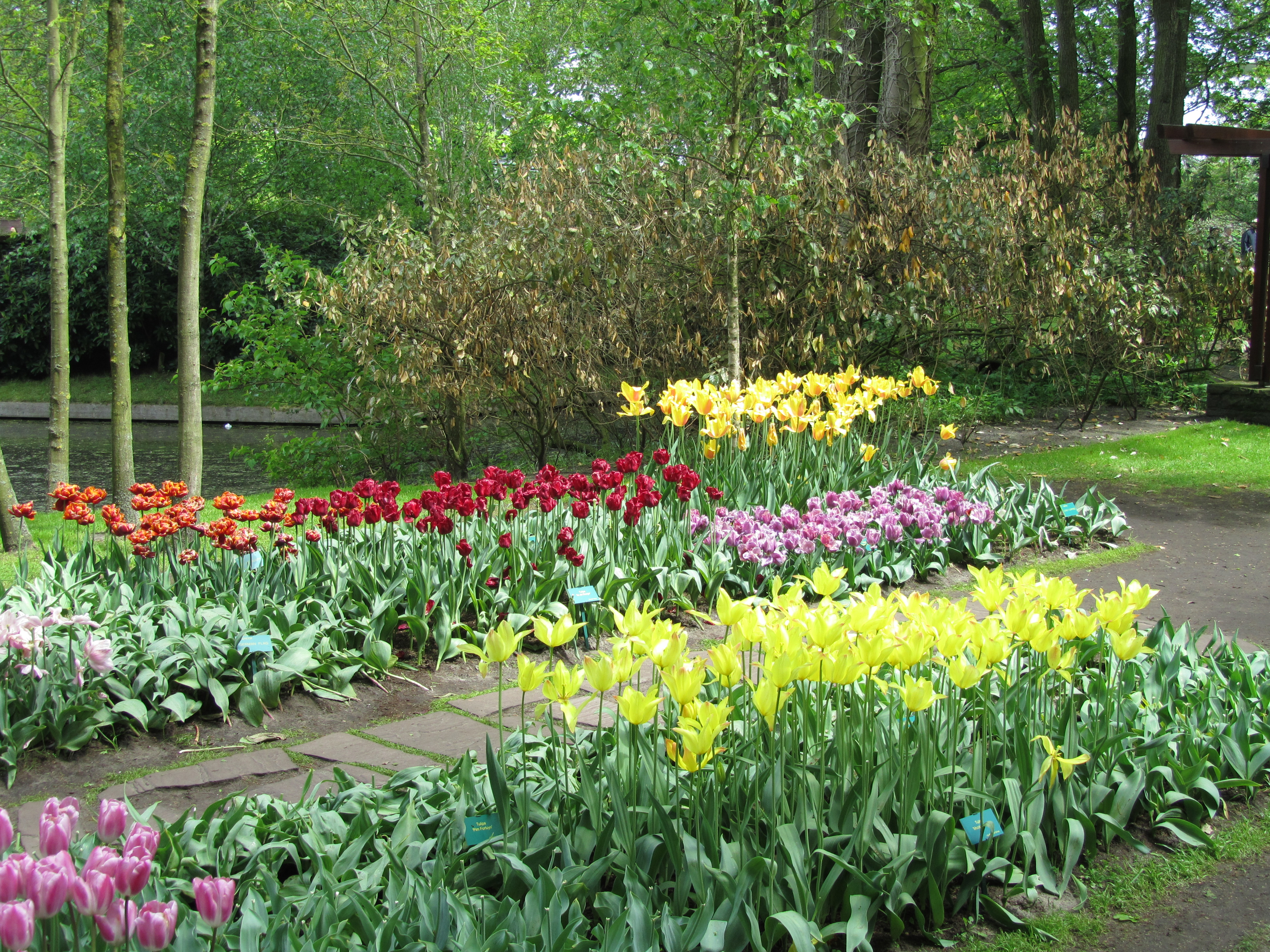